# Limes germanico-retico
Il Limes germanico-retico è un insieme di fortificazioni di confine, forti e fortini ausiliari (castella), torri o postazioni di guardia (turres o stationes), mura o palizzate e un vallo, eretti dai Romani a protezione dei confini delle province della Germania superiore e della Rezia e che racchiudeva tra i fiumi Reno e Danubio, i cosiddetti territori degli Agri decumates.
Oggi molti storici, parlando di Limes, intendono quella parte di confine che si estendeva in Germania fra i fiumi Reno e Danubio, e che da Rheinbrohl, vicino a Neuwied, congiungeva Kelheim, dopo ben 548 km di strade, fortificazioni, torrette di avvistamento, fossati, agger e palizzate. Lungo il suo percorso, divenuto patrimonio dell'umanità sotto il patrocinio dell'UNESCO, si trovano gli importanti siti archeologici, con i relativi musei, di Aalen, Saalburg e Weißenburg in Baviera. Il 15 luglio del 2005 il limes germanico-retico è stato, infatti, incluso dall'UNESCO nella lista dei Patrimoni dell'umanità, unendosi al Vallo di Adriano, situato tra Scozia e Inghilterra (iscritto nel 1987). Nel 2008 a questa coppia si è aggiunto il Vallo Antonino.

## Storia

### I Flavi
L'opera cominciò sotto Vespasiano, il quale diede inizio alla penetrazione dell'area, grazie alle campagne del legato della Germania superiore, un certo Gneo Pinario Cornelio Clemente nel 74. Furono creati, infatti, i forti di Schleitheim, Hüfingen, Rottweil, Waldmossingen, Offenburg e Riegel am Kaiserstuhl.
Dieci anni più tardi, al termine delle campagne militari condotte dal figlio, Domiziano (dell'83-84), furono costruiti tutta una serie di fortini e strade militari nel Wetterau e Taunus (ad Hofheim am Taunus, Francoforte, Bergen, Hanau-Kesselstadt, Okarben, Altenstadt, Friedberg e Bad Nauheim), iniziando a creare il primo tratto fortificato del limes germanico-retico che congiungesse il fiume Lahn al fiume Meno.
Contemporaneamente più a sud si procedette all'occupazione dei territori di Nemeti e Triboci, percorrendo il corso del fiume Neckar da ovest ad est, e anche qui costruendo i nuovi forti a Ladenburg e a Heidelberg-Neuenheim, oltre al forte di Baden lungo la sponda destra del Reno, quasi di fronte ad Argentoratae.
Nella parte meridionale la penetrazione avveniva portando la linea di confine verso settentrione, con la costruzione di tutta una serie di nuovi forti ausiliari a Sulz, Geislingen, Rottenburg an der Laaber, Burladingen, Gomadingen, Donnstetten, Urspring e Günzburg, ed unendo così la fortezza militare di Argentoratae con la capitale della Rezia, Augusta Vindelicum.
La frontiera continuò a svilupparsi anche negli anni successivi, durante gli anni novanta, con la costruzione di nuovi forti a: Butzbach, Arnsberg, a Echzell (un forte tra i più grandi di ben 5,2 ettari), più a sud a Heidenheim (dove risiedette l'Ala II Flavia milliaria) e a Degerfeld.

### Traiano e Adriano
Traiano potenziò un nuovo tratto di frontiera più ad est, o quando fu imperatore (98-100) oppure ai tempi in cui era ancora governatore della Germania superiore sotto Domiziano (attorno agli anni 92-96). Questo nuovo tratto collegava il fiume Meno con il Neckar, il cosiddetto limes di Odenwald, che dal Meno presso Wörth raggiunge il medio Neckar a Wimpfen.
Il successore Adriano, recatosi lungo la frontiera germano-retica, contribuì alla costruzione della linea dell'Alb, fatta di torri di guardia paragonabili al limes del Taunus-Wetterau-Odenwald, alla ricostruzione di numerosi forti in pietra ed al consolidamento di quanto fatto dai suoi predecessori. Il nuovo spostamento degli auxilia sulla nuova linea di frontiera, portò all'abbandono dei forti del retroterra come Wiesbaden ed Heddernheim.

### Antonino Pio, Commodo e Caracalla
È sotto Antonino Pio che molte delle torri e dei forti costruiti in precedenza in legno, furono ricostruiti interamente in pietra (a volte in siti differenti) e soprattutto si ebbe la definitiva evoluzione di questo tratto di limes tra Germania superiore e Rezia. Egli, infatti, già a partire dal 145-146 promosse l'abbandono della precedente linea di difesa dell'Odenwald-Neckar a favore di una posizione più avanzata di 30 km, ma non sappiamo se ciò comportò notevoli operazioni di guerra nell'area.
Sotto Caracalla, potrebbero essere stati aggiunti ulteriori sbarramenti, fossati, palizzate e terrapieni, in seguito alle prime invasioni degli Alemanni del 213, i quali continuarono a guerreggiare con i successori, da Alessandro Severo a Massimino Trace, fino a Gallieno. E quest'ultimo decise il definitivo abbandono ed evacuazione di tutti i territori ad est del Reno e a nord del Danubio, a causa delle continue invasioni delle tribù germaniche limitrofe degli Alemanni. Era il 260 circa.
Qui di seguito riportiamo il limes nella sua massima espansione per settore:

#### Limes germanico
Qui sotto troverete una tabella riassuntiva delle fortificazioni del tratto di limes in Germania superiore, con relativa legenda:
- legio=legione romana
- coh.=coorte
- mil=milliaria (composta da 1.000 uomini)
- eq.=coorte equitata
- ala=unità di cavalleria
- vexill=vexillationes
- c.R.=civium Romanorum
- Nuove aperture di forti post 117

| Forte/burgus lungo il limes          | località antica       | località moderna        | dal                       | al                         | Misure                                                 | Unità ausiliarie presenti in differenti periodi | Mappa |
| ------------------------------------ | --------------------- | ----------------------- | ------------------------- | -------------------------- | ------------------------------------------------------ | --- | ----- |
| Forte e porto flotta                 | Antunacum             | Andernach               | Tiberio (20 circa)        | V secolo                   |                                                        | Coh.Raetorum vexill. legio VIII Augusta vexill. legio XXX Ulpia Victrix                                                                                  |       |
| Forte di coorte                      |                       | Heddesdorf              | 89                        | 185                        | 2,8 ha                                                 | Coh.II Hispanorum eq. pia fidelis Coh.XXVI voluntariorum c.R.                                                                                            |       |
| Forte doppio                         |                       | Niederbieber            | 185/190                   | 260                        | 5,25 ha                                                | Numerus Exploratorum Germanicorum Divitiensium Numerus Brittonum                                                                                         |       |
| Forte di coorte                      |                       | Niederberg              | 83                        | 260                        | 2,8 ha                                                 | Coh.VII Raetorum |       |
| fortino di numerus                   |                       | Arzbach                 | 100/110                   | 260                        | 0,7 ha                                                 | |       |
| fortino di numerus                   |                       | Bad Ems                 | 100 ca.                   | 260                        | 1,3 ha                                                 | |       |
| Forte di numerus                     |                       | Hunzel                  | 150                       | 250/260                    | 0,75 ha                                                | |       |
| Forte di coorte                      |                       | Holzhausen              | 185                       | 260                        | 1,41 ha                                                | Coh.II Treverorum |       |
| Forte di numerus                     |                       | Kemel                   | 259/260                   | 0,7 ha                     |                                                        | |       |
| Forte                                | Aquae Mattiacorum     | Wiesbaden               | 6 d.C. 77                 | 16 I periodo; 260? II per. |                                                        | vexill. Legio XXII Primigenia vexill. Legio VIII Augusta Ala I Flavia Ala I Scubulorum Ala I Pannoniorum Coh.V Delmatarum Coh.II Raetorum Coh.IV Thracum |       |
| Fortezza                             | Mogontiacum           | Magonza                 | 13 a.C.                   | 350 circa                  | 36,00 ha                                               | Legio XXII Primigenia |       |
| Fortino                              | Castellum Mattiacorum | Magonza-Kastell         | 11 a.C.                   | 406                        |                                                        | |       |
| fortino di numerus e forte di coorte |                       | Zugmantel               | 90/98 ca.                 | 260                        | 0,7 e 1,1 ha (numerus) 1,7 e 2,1 ha (coh.)             | Numerus Treverorum Coh.I Treverorum eq. |       |
| Forte di numerus                     |                       | Alteburg (Heftrich)     | 150                       | 260                        | 0,7 ha                                                 | Numerus Cattharensium |       |
| Forte di numerus                     |                       | Kleiner Feldberg        | 150                       | 260                        | 0,7 ha                                                 | Exploratio Halicanensium |       |
| forte di coorte                      |                       | Saalburg                | 90 o prima                | 260                        | 3,2 ha                                                 | II Coh. eq. Raetorum c.R. dal 135 ca. |       |
| Forte di coorte equitata             |                       | Friedberg               | 90                        | 260                        | 4,0 ha                                                 | Coh.I Aquitanorum veterana eq. Coh.IV Aquitanorum eq. Coh.I Flavia Damascenorum mill. eq. sagittariorum                                                  |       |
| forti di numerus                     |                       | Kapersburg              | 98-100                    | 260                        | 0,8; 1,3 e 1,6 ha                                      | numerus Nidensium |       |
| forte di coorte                      |                       | Langenhain              | 100                       | 185/260                    | 3,2 ha                                                 | Legio XXII Primigenia Coh.I Biturigum |       |
| forti di coorte equitata             |                       | Butzbach                | 90                        | 260                        | 2,8 e 3,3 ha                                           | Coh.II Raetorum eq. Coh.II Augusta Cyrenaica eq. Ala Moesica felix torquata                                                                              |       |
| forte di coorte equitata             |                       | Arnsburg                | 90 o prima                | 260                        | 2,9 ha                                                 | Coh.I Aquitanorum veterana eq. Coh.II Aquitanorum eq. Coh.V Dalmatarum                                                                                   |       |
| forti di numerus                     |                       | Inheiden                | 98-100                    | 260                        | 0,7; 1,1 ha                                            | |       |
| forte di ala e coorte                |                       | Echzell                 | 90                        | 260                        | 5,24 ha                                                | Ala Moesica felix torquata Ala I Flavia gemina Ala Indiana Gallorum Coh.XXX voluntariorum c.R.                                                           |       |
| forte di coorte                      |                       | Ober-Florstadt          | 90                        | 260                        | 2,8 ha (traianeo)                                      | Coh.XXXII voluntariorum c.R. Coh.V Delmatarum |       |
| forte di numerus                     |                       | Altenstadt              | 90                        | 260                        | 0,9; 1,4 e 1,5 ha                                      | |       |
| Forte di coorte equitata             |                       | Marköbel                | 96/98                     | 260                        | 3,3 ha                                                 | |       |
| Forte coortale                       |                       | Rückingen               | 110/125                   | 260                        | 2,5 ha                                                 | Coh.III Dalmatarum pia fidelis |       |
| Forte coortale                       |                       | Großkrotzenburg         | 105/110                   | 260                        | 2,1 ha                                                 | Coh.IV Vindelicorum |       |
| Forte coortale                       |                       | Seligenstadt            | 100                       | 260                        | 3,0 ha                                                 | Coh.I c.R. eq. |       |
| Forte di coorte                      |                       | Stockstadt am Main      | 90                        | 150? / 260?                | 3,2 ha                                                 | Coh.III Aquitanorum eq. c.R. Coh.II Hispanorum eq. Coh.I Aquitanorum veterana eq.                                                                        |       |
| Forte                                |                       | Niedernberg             | 100 o 107/110             | 260 ca.                    | 2,2 ha                                                 | Coh.III Aquitanorum eq. c.R. Coh.I Ligurum et Hispanorum c.R.                                                                                            |       |
| Forte                                |                       | Obernburg am Main       | 90                        | 260                        | 2,9 ha                                                 | Coh.III Aquitanorum eq. c.R. Numerus Brittonum et exploratorum Nemaugensium                                                                              |       |
| Forte di numerus                     |                       | Wörth                   | 150?                      | 260?                       | 0,78 ha                                                | |       |
| Forte di vexill.                     |                       | Trennfurt               | 100/120                   | 260                        | 0,6 ha                                                 | vexill. legio XXII Primigenia |       |
| Forte di coorte                      |                       | Miltenberg-Altstadt     | 159                       | 260                        | 2,7 ha                                                 | Coh.I Sequanorum et Rauracorum eq. |       |
| Forte di numerus                     |                       | Miltenberg-Ost          | 159?                      | 260?                       | 0,6 ha                                                 | Numerus Exploratorum Seiopensium |       |
| Forte di numerus                     |                       | Walldürn                | 159?                      | 260?                       | 0,8 ha                                                 | Numerus Brittonum Stu[...] |       |
| Forte di coorte e di numerus         |                       | Osterburken             | 159                       | 260?                       | 2,1 e 1,3 ha                                           | Coh.III Aquitanorum eq. Numerus Brittonum Elantiensium                                                                                                   |       |
| Forte di coorte                      |                       | Jagsthausen             | 159                       | 260                        | 2,9 ha                                                 | Coh.I Germanorum eq. c.R. |       |
| Forte di numerus                     |                       | Westernbach             | 159?                      | 260?                       | 1,0 ha                                                 | |       |
| Forte di coorte                      |                       | Öhringen (Westkastell)  | 150 ca.                   | 260?                       | 2,4 ha                                                 | Coh.I Septimia Belgarum |       |
| Forte di coorte                      |                       | Öhringen (Ostkastell)   | 150 ca.                   | 260?                       | 2,2 ha                                                 | Numerus Brittonum Cal [...] Numerus Brittonum Murrensium Numerus Brittonum Aurelianensium Coh.I Helvatiorum                                              |       |
| Forte di coorte                      |                       | Mainhardt               | 150?                      | 260 ca.                    | 2,4 ha                                                 | Coh.I Asturum eq. |       |
| Fortino                              |                       | Mainhardt-Ost           | 190?/233?                 | 260 ca.                    | 0,06 ha                                                | |       |
| Fortino                              |                       | Mainhardt-Hankertsmühle | 190?/233?                 | 260 ca.                    |                                                        | |       |
| Forte di coorte e numerus            |                       | Murrhardt               | 260?                      | 2,2 ha                     | Coh.XXIV Voluntariorum c.R. Exploratore Triboci et Boi | |       |
| Forte alare                          |                       | Welzheim                | 150/160                   | 260                        | 4,3 ha                                                 | Ala I [...] |       |
| Forte di coorte equitata             |                       | Lorch                   | 150                       | 260                        | 2,47 ha                                                | Coh. eq. [...] |       |
| Forte e Fortezza                     | Argentoratae          | Strasburgo              | 11 a.C. forte 17 fortezza | V secolo                   |                                                        | Legio VIII Augusta |       |

#### Limes retico
Qui sotto troverete una tabella riassuntiva delle fortificazioni del tratto di limes in Rezia, con relativa legenda:
- legio=legione romana
- coh.=coorte
- mil=milliaria (composta da 1.000 uomini)
- eq.=coorte equitata
- ala=unità di cavalleria
- vexill=vexillationes
- c.R.=civium Romanorum
- Nuove aperture di forti post 117

| Forte/burgus lungo il limes             | località antica | località moderna     | n. forte | dal                      | al                        | Misure                                                                               | Unità ausiliarie presenti in differenti periodi                                                               | Mappa |
| --------------------------------------- | --------------- | -------------------- | -------- | ------------------------ | ------------------------- | ------------------------------------------------------------------------------------ | --- | ----- |
| fortino                                 |                 | Freimühle            |          | ?                        | non oltre il 260          | 53 m × 55 m = 0,29 ha                                                                | |       |
| Forte di coorte                         |                 | Schirenhof           | 64       | 150                      | 244/247                   | 2,0 ha                                                                               | Coh.I Flavia Raetorum                                                                                         |       |
| fortino                                 |                 | Orthalde             | 12/33    | ?                        | non oltre il 260          | 14,75 m × 15,15 m                                                                    | |       |
| Forte di coorte                         |                 | Unterböbingen        | 65       | 150/160                  | 266                       | 2,0 ha                                                                               | |       |
| Forte alare                             | Alae            | Aalen                | 66       | 150/155                  | 259/260                   | 6,07 ha                                                                              | Ala II Flavia mill.                                                                                           |       |
| Forte di coorte eq.                     |                 | Buch                 | 67       | 130/140                  | 260                       | 2,1 ha                                                                               | Coh.III Thracum veterana [eq.]                                                                                |       |
| Forte di coorte eq.                     | monumento       | Dalkingen            | 12/81    | 165                      | 233/234                   | a) 13,3 m × 14,5 m, costruzione in legno b) 12.6 m × 9,3 m, costruzione in pietra    | |       |
| Forte di numerus                        |                 | Halheim              | 67 a     | 125/150                  | 260 ca.                   | 0,67 ha                                                                              | |       |
| Forte di coorte eq. o Ala di cavalleria |                 | Ruffenhofen          | 68       | Traiano                  | 250 ca.                   | 190 × 197 = 3,7 ha                                                                   | Coh.IX Batavorum mill.eq.                                                                                     |       |
| Forte di coorte e numerus               |                 | Dambach              | 69       | Traiano/Antonino Pio     | 260 ca.                   | a) 115 × 85 = 0,97 ha b) 187 × 115 = 2,15 ha                                         | Coh.II Aquitanorum eq.                                                                                        |       |
| Forte di numerus                        |                 | Unterschwaningen     |          | Domiziano                | 150/160                   | 80 × 85 = 0,7 ha                                                                     | |       |
| Forte di coorte eq.                     | Mediana         | Gnotzheim            | 70       | Domiziano                | 260 ca.                   | 153 × 143 = 2,2 ha                                                                   | Coh.III Thracum eq. c.R. bis Torquata                                                                         |       |
| Forte di numerus                        |                 | Gunzenhausen         | 71       | 150                      | 241/242-260 ca.           | ca. 86 × 80 = ca. 0,7 ha                                                             | |       |
| fortino                                 |                 | Schloßbuck           |          | ?                        | non oltre il 260          | ca. 20 × 20 = ca. 0,04 ha                                                            | |       |
| Forte di coorte eq.                     | Iciniacum       | Theilenhofen         | 71 a     | 100                      | 260                       | 2,7 ha                                                                               | Coh.III Bracaraugustanorum eq.                                                                                |       |
| fortino                                 |                 | Gündersbach          |          | ?                        | non oltre il 260          | 18 × 18 m = 360 m²                                                                   | |       |
| Forte alare                             | Biriciana       | Weißenburg in Bayern | 72       | 90                       | 253 ca.                   | a) 2,8 ha b) 3,1 ha                                                                  | Ala I Hispanorum Auriana                                                                                      |       |
| Forte di numerus                        | Sablonetum      | Ellingen             |          | 120 ca.                  | 233 ca.                   | 90 × 80 m = 0,72 ha                                                                  | |       |
| Forte di numerus                        |                 | Oberhochstatt        |          | ?                        | 260 ca.                   | a) forte di terra/legno: ca. 80 m × ca. 80 m b) forte in pietra: ca. 80 m × ca. 80 m | |       |
| centenarium                             |                 | Burgsalach           |          | 210 circa                | non oltre il 260          | 32,60 (SO) × 32,40 (NO) × 31,90 (NE) × 32,60 (SE) m = 0,1 ha                         | |       |
| fortino                                 |                 | Raitenbuch           |          |                          | non oltre il 260          | 18 × 18 m = 0,032 ha                                                                 | |       |
| fortino                                 |                 | Petersbuch           |          |                          | non oltre il 260          | 20,2 × 20,2 m = 0,04 ha                                                              | |       |
| fortino in pietra                       |                 | Biebig               |          |                          | non oltre il 260          | 39 × 42 m = ca. 0,15 ha                                                              | |       |
| fortino in pietra                       |                 | Hegelohe             |          |                          | non oltre il 260          | 20,25 (20,20) x 20,15 (20,10) = ca. 0,04 ha                                          | |       |
| Forte di numerus                        |                 | Böhming              | 73 a     | Prima metà del II secolo | 242/244-260               | 95 × 85 m = 0,73 ha                                                                  | |       |
| Forte di coorte eq.                     | Vetoniana       | Pfünz                | 73       | 80 ca.                   | 233 ca.                   | max. 189 (187) × 145 (144) m = 2,5 ha                                                | Coh.I Breucorum eq. c.R.                                                                                      |       |
| fortino                                 |                 | Güßgraben            |          |                          | non oltre il 260          | 18,5 × 18,5 m = 0,03 ha                                                              | |       |
| fortino                                 |                 | Seeberg              |          |                          | non oltre il 260          | 17 × 17 m = 0,03 ha                                                                  | |       |
| Forte alare                             | Germanicum      | Kösching             | 74       | 80 ca.                   | 241 ca.                   | 4,3 ha                                                                               | Ala I Augusta Thracum (?) Ala I Flavia Gemelliana                                                             |       |
| Forte alare                             | Celeusum        | Pförring             | 75       | 80 ca.                   | Prima metà del III secolo | 3,9 ha                                                                               | Ala I Flavia singularium c.R. pia fidelis                                                                     |       |
| Forte di coorte                         | Abusina         | Eining               |          | 80 ca.                   | V secolo                  | 1,8 ha                                                                               | Coh.IV Gallorum vexill. Coh.II Tungrorum mill. eq. vexill. Coh.IV Tungrorum mill. eq. Coh.III Britannorum eq. |       |
| Fortezza di vexill. legionaria          |                 | Unterfeld            |          | 172                      | 179                       | 328 × > 320 m = über 10,6 ha                                                         | vexill. Legio III Italica                                                                                     |       |
| Fortezza legionaria                     | Castra Regina   | Ratisbona            |          | 179                      | IV secolo                 | 24,5 ha                                                                              | Legio III Italica                                                                                             |       |

### Abbandono degliagri decumates: 260 ca.
Le continue invasioni barbariche del III secolo, in particolare degli Alemanni, oltre alla contemporanea secessione della parte occidentale dell'impero (Impero delle Gallie), guidata dal governatore di Germania superiore ed inferiore, Postumo, costrinsero l'allora imperatore Gallieno ad abbandonare il territorio degli agri decumates, riportando il limes ai grandi fiumi: ad ovest del Reno (cfr. limes alto germanico) e a sud del Danubio (cfr. limes retico). Era il 259-260.

## Scavi archeologici
Si trattava di una palizzata con tronchi di quercia del diametro di circa 30 cm, conficcati nella terra per non meno di un metro, e che si innalzavano per circa 3 metri sopra il livello del terreno. Questa palizzata era stata eretta solo dove non scorreva il fiume, non tanto come forma di barriera protettiva, ma per segnare il margine esterno dell'Impero. Cominciava in Germania superiore, dove la frontiera si allontana dalla riva sinistra del Reno, attraversa il Taunus, il Wetterau e finisce sul Meno. Riprende nell'Odenwald, termina sul fiume Neckar e riprende con il limes dell'Alb, e cessa sul Danubio presso Eining.
Il limes della zona del Taunus e del Wetterau fu completato sotto Antonino Pio, aggiungendo alla palizzata preesistente, un terrapieno ed un fossato a forma di "V" (largo tra i 6-7 metri e profondo circa 2 metri), il cosiddetto "Pfahlgraben", posizionato tra la palizzata e le torrette di avvistamento. In alcuni casi era stato sostituito il terrapieno ed il fossato con un muro di pietre, ed in alcuni punti c'erano interruzioni del terrapieno e del fossato. Quest'ultima modifica potrebbe risalire però all'epoca di Marco Aurelio o di Commodo in seguito alle Guerre marcomanniche, a causa dell'invasione dei Catti del 161-162 e del 170-172.
Nella Rezia il limes subiva una differente modifica, con la sostituzione di un muro di pietra (spesso 1,2 metri ed alto 3-4 metri) al posto della palizzata. Questo limes è oggi chiamato degli storici/archeologi, il "Teufelsmauer" (Muro del diavolo).
La linea spesso ininterrotta di fortificazioni in alcune regioni dell'Europa e dell'Africa è rimasta talora segnata dalla persistenza di toponimi che in diverse lingue riflettono l'antica installazione di castra, castella, burgi, turres e valla: toponimi quali chester, chastre, kastro, casr, castle, kasteel, Kastell, bourg, Burg, bordj, Turm, wall, valul ecc.

## Elenco siti archeologici di forti, fortini, torri avvistamento e musei
Qui sotto trovate l'elenco da nord a sud e da ovest ad est di tutti i siti lungo la strada che percorre l'intero limes:
In Germania superiore:
1. Rheinbrohl (torrette di avvistamento)
2. Neuwied (forti ausiliari a Heddesdorf di 160x180 metri, Niederbiber di 165x198 metri, torrette e museo)
3. Bendorf (torrette)
4. Niederberg (forte di 177x158 metri)
5. Hillscheid (torrette)
6. Arzbach (torrette e fortino di 79x93 metri)
7. Bad Ems (torrette, museo e fortino di 79x93 metri)
8. Marienfels (forte di 117x98 metri)
9. Hunzel (fortino di 84x89 metri)
10. Holzhausen (forte di 135x105 metri)
11. Kemel (fortino di 93x77 metri)
12. Zugmantel (forte di 125x171 metri)
13. Alteburg-Heftrich (fortino di 78x93 metri)
14. Taunnusstein (forte e torrette)
15. Kleiner Feldberg (fortino di 78x93 metri)
16. Saalburg (forte di 221x147 metri, fortino e museo) Sito del museo
17. Kapersburg (forte di 134x122 metri)
18. Langenhain (forte di 198x162 metri)
19. Friedberg (forte di 4 ha)
20. Kepersburg (forte di 3,3 ha e fortino)
21. Butzbach (museo e torrette)
22. Holzheimer Unterwald (forte)
23. Arnsburg (forte di 185x161 metri)
24. Inheiden (fortino di 1,1 ha)
25. Echzell (museo e forte di 248x208 metri)
26. Ober-Florstadt (forte di 183x155 metri)
27. Altenstadt (fortino di 0,9 ha e forte di 132x114 metri)
28. Marköbel (forte di 198x165 metri)
29. Hammersbach (forte)
30. Rückingen (forte di 180x140 metri)
31. Hanau (fortino e museo)
32. Großkrotzenburg (forte di 175x123 metri e museo) Sito del museo)
33. Seligenstadt (museo e forte di 184x168 metri)
34. Stockstadt am Main (museo)
35. Aschaffenburg (museo)
36. Niedernberg
37. Obernburg (museo e torrette)
38. Wörth
39. Trennfurt
40. Miltenberg (museo e torrette)
41. Miltenberg Ost (museo e torrette)
42. Walldürn (museo e fortino di 97x84 metri)
43. Osterburken (museo e forte di 186x115 metri)
44. Jagsthausen (museo e forte di 195x155 metri)
45. Öhringen (museo)
46. Westernbach (fortino di 117x88)
47. Mainhardt (museo, torrette e forte di 177x142 metri)
48. Murrhardt (museo, torrette e forte di 2,2 ha)
49. Welzheim (museo e forte di 236x181 metri)
50. Lorch (torrette e forte di 2,5 ha)

In Rezia:
1. Schirenhof (museo e forte di 157x130 metri)
2. Unterböbingen (forte di 148x135 metri)
3. Rainau-Buch (museo, torrette e forte di 2,1 ha)
4. Halheim (fortino di 80x83 metri)
5. Aalen (museo e forte 277x214 metri)
6. Ruffenhofen (forte di 197x191 metri)
7. Weiltingen (museo)
8. Dambach (fortino di 84x115 metri e forte di 187x115 metri)
9. Gnotzheim (forte di 153x143 metri)
10. Gunzenhausen (museo e torrette)
11. Unterschwaningen (fortino di 87x80 metri)
12. Theilenhofen (forte di 196x140 metri)
13. Ellingen (fortino di 90x80 metri)
14. Weißenburg in Bayern (museo e forte di 170x179 metri)
15. Oberhochstatt (fortino per numerus)
16. Burgsalach
17. Pfünz (forte di 189x145 metri)
18. Böhming (fortino di 95x78 metri)
19. Kipfenberg (museo)
20. Pförring (forte di 194x201 metri)
21. Bad Gögging (museo)
22. Eining (forte di 147x125 metri)
23. Ratisbona ovvero l'antica Castra Regina (museo e fortezza legionaria)

## Galleria fotografica dei siti (in ordine alfabetico)

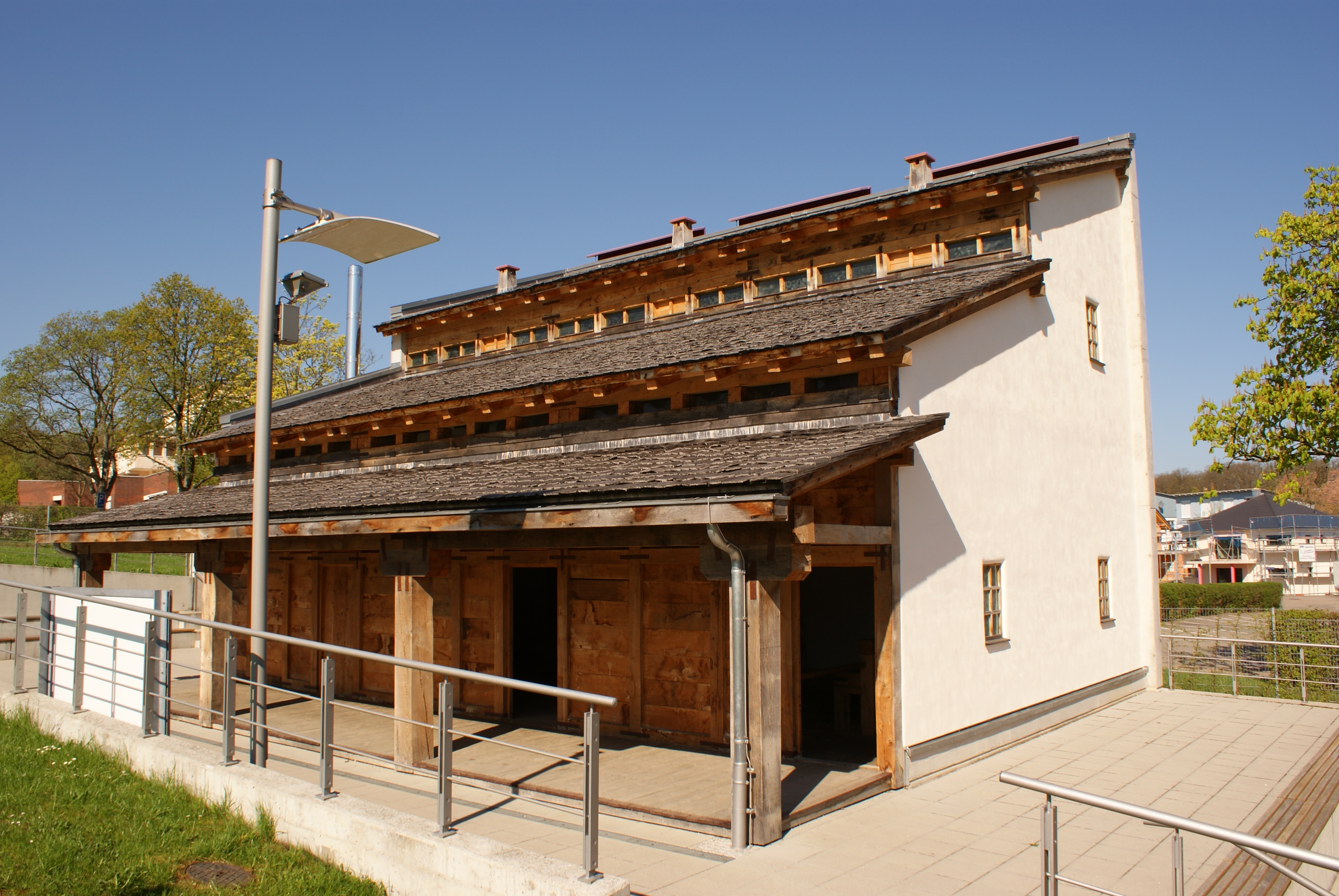
Ricostruzione di baraccamenti di soldati ausiliari da Aalen
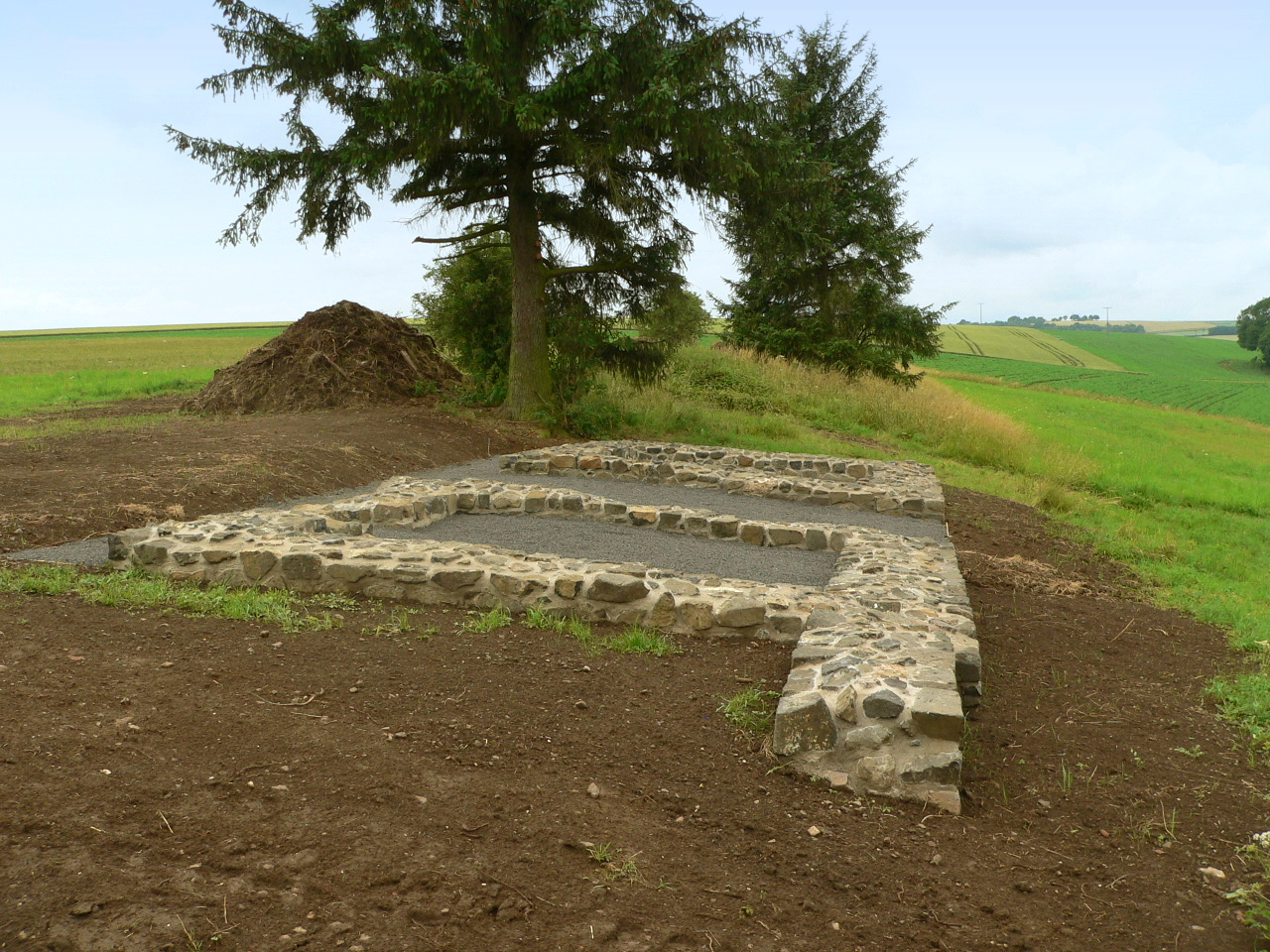
Rovine del forte di Arnsburg
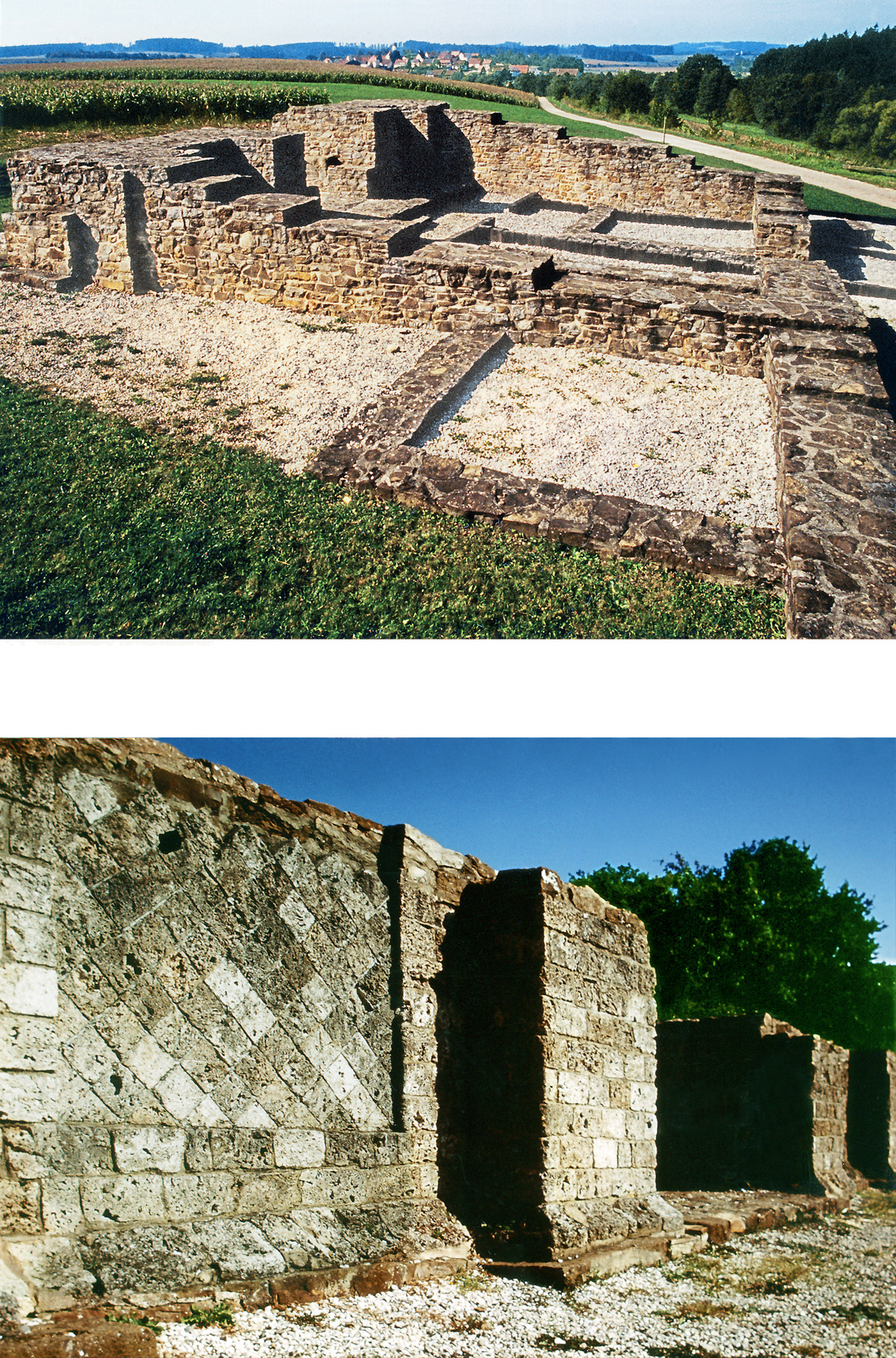
Il Porta Limes di Dalkingen (WP 12/81)
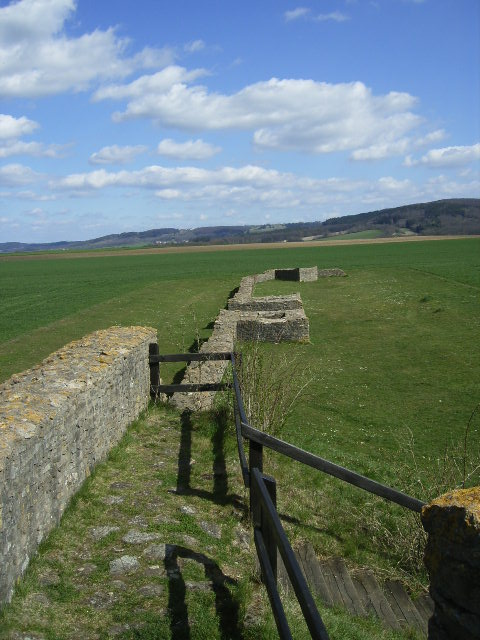
Rovine del forte di Ellingen
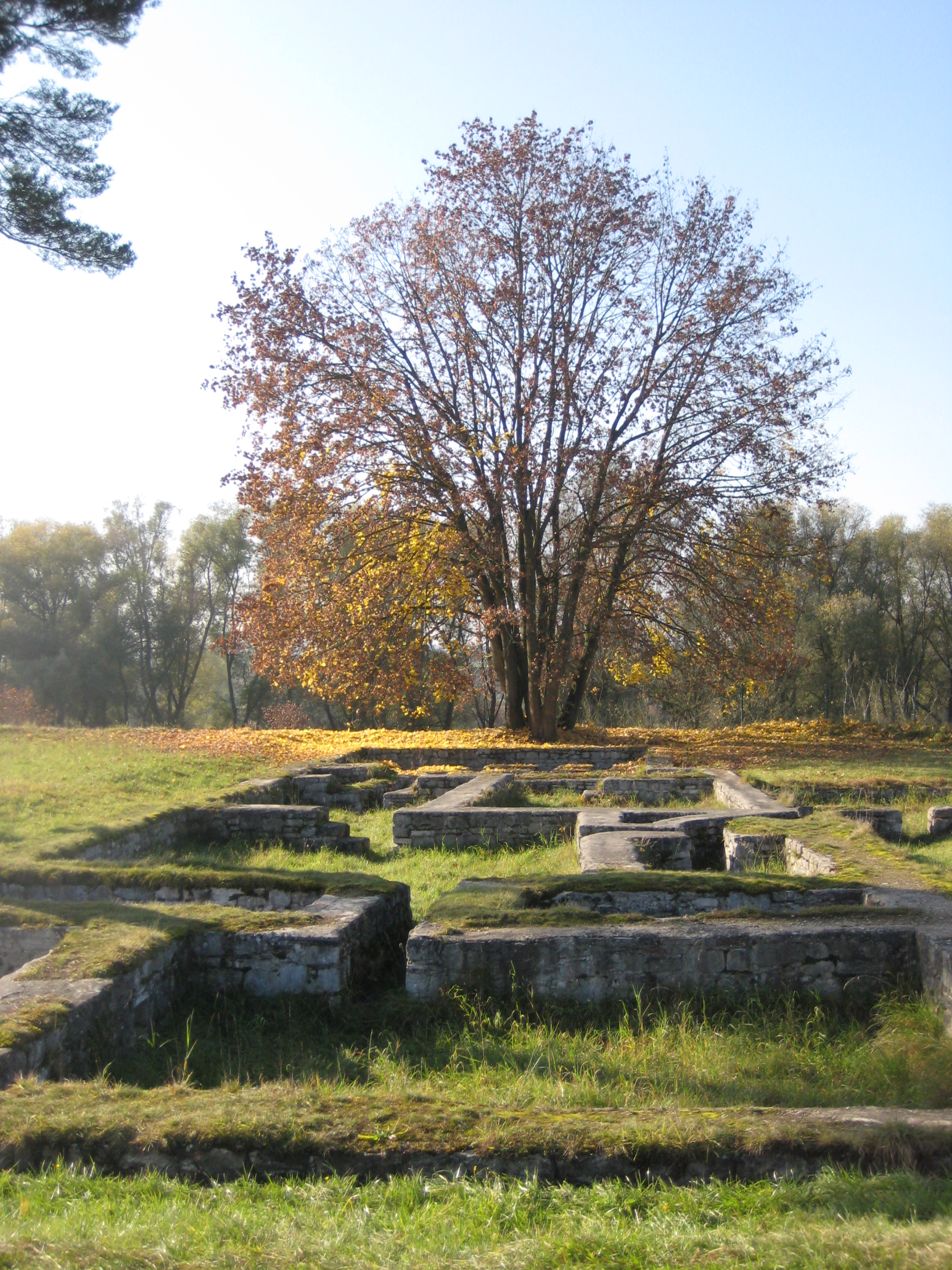
Rovine del forte di Eining
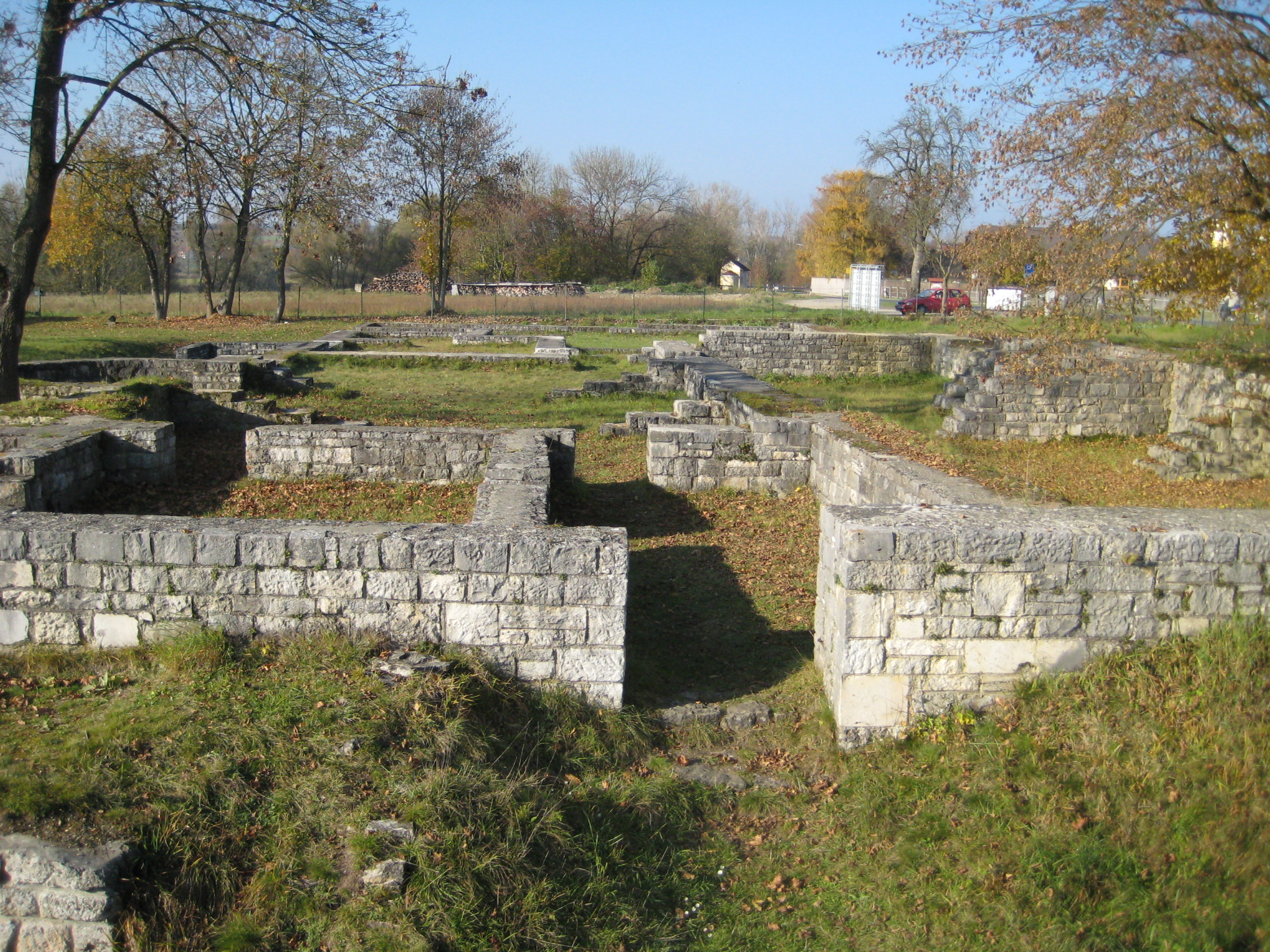
Rovine del forte di Eining
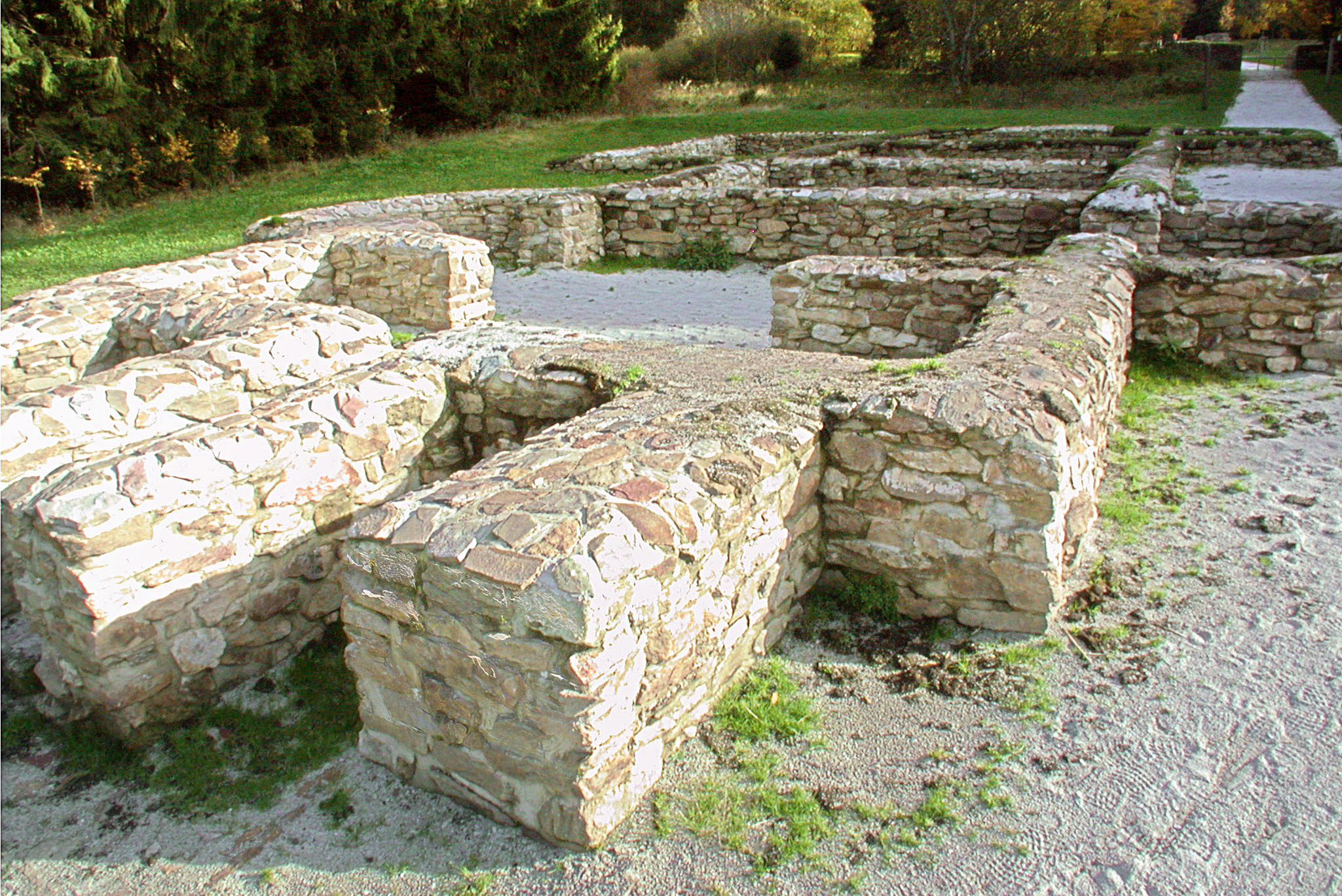
Le terme del forte di Kleiner Feldberg
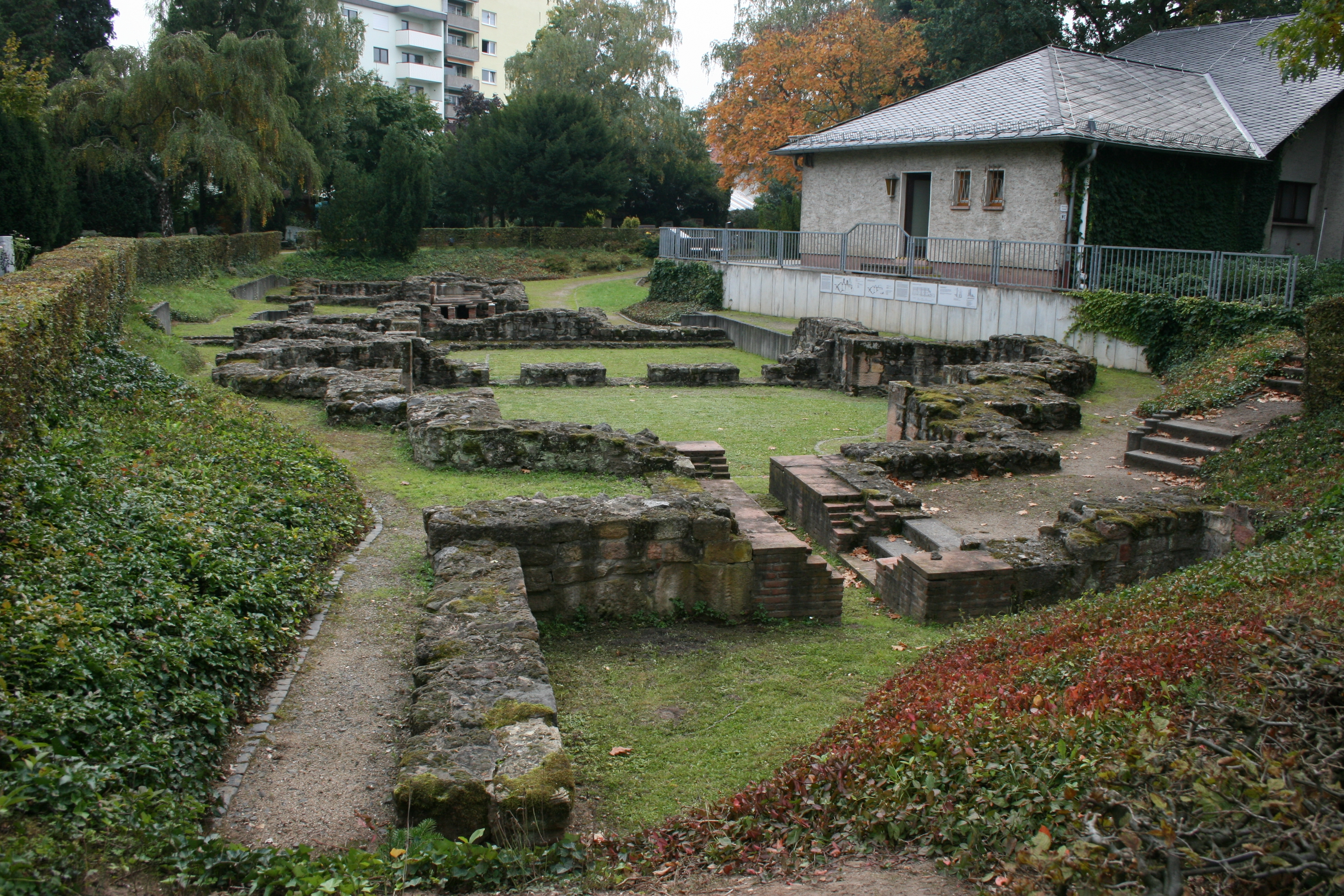
Le terme del forte di Hanau-Salisberg
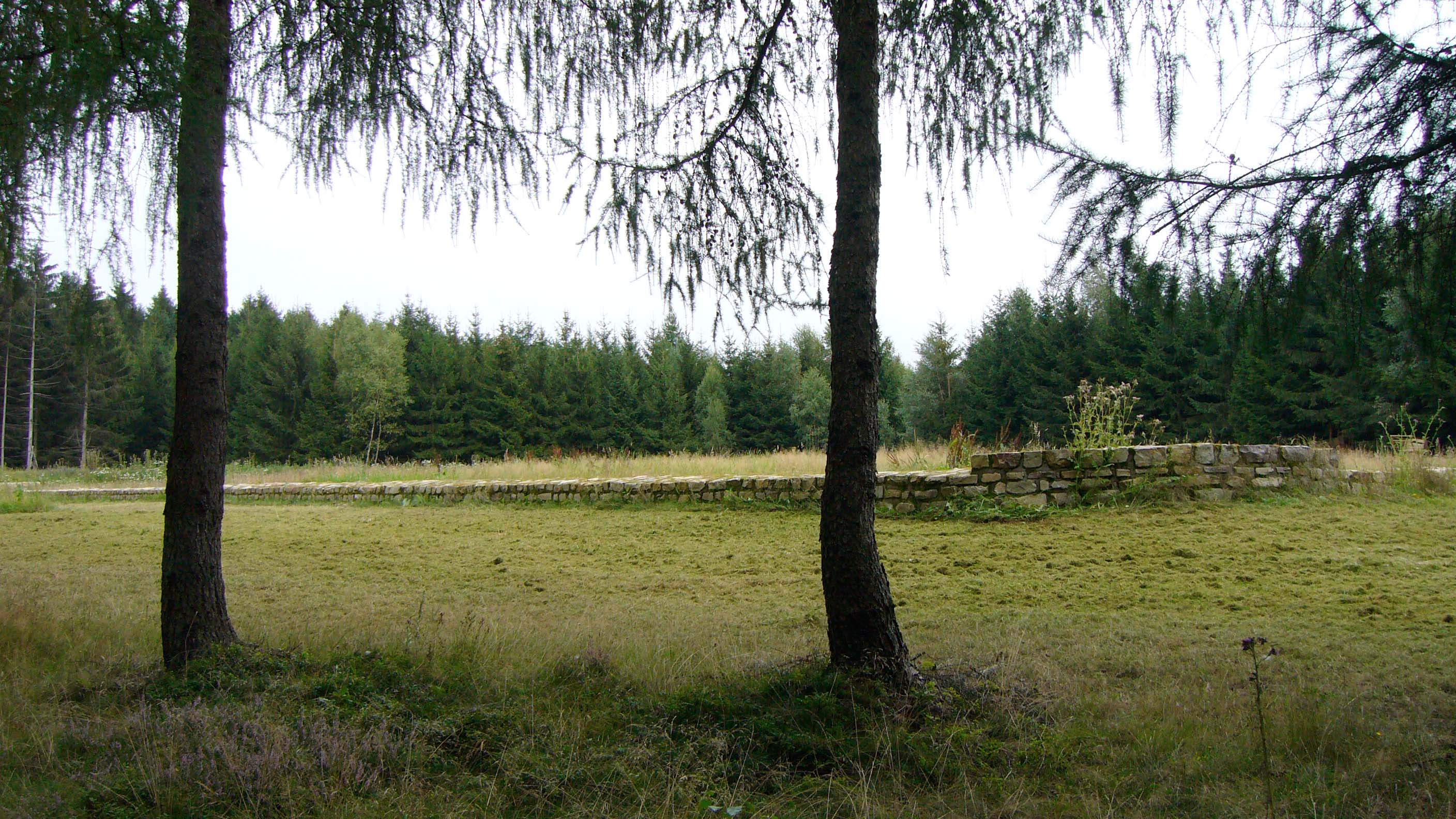
Rovine del fortino di Hillscheid
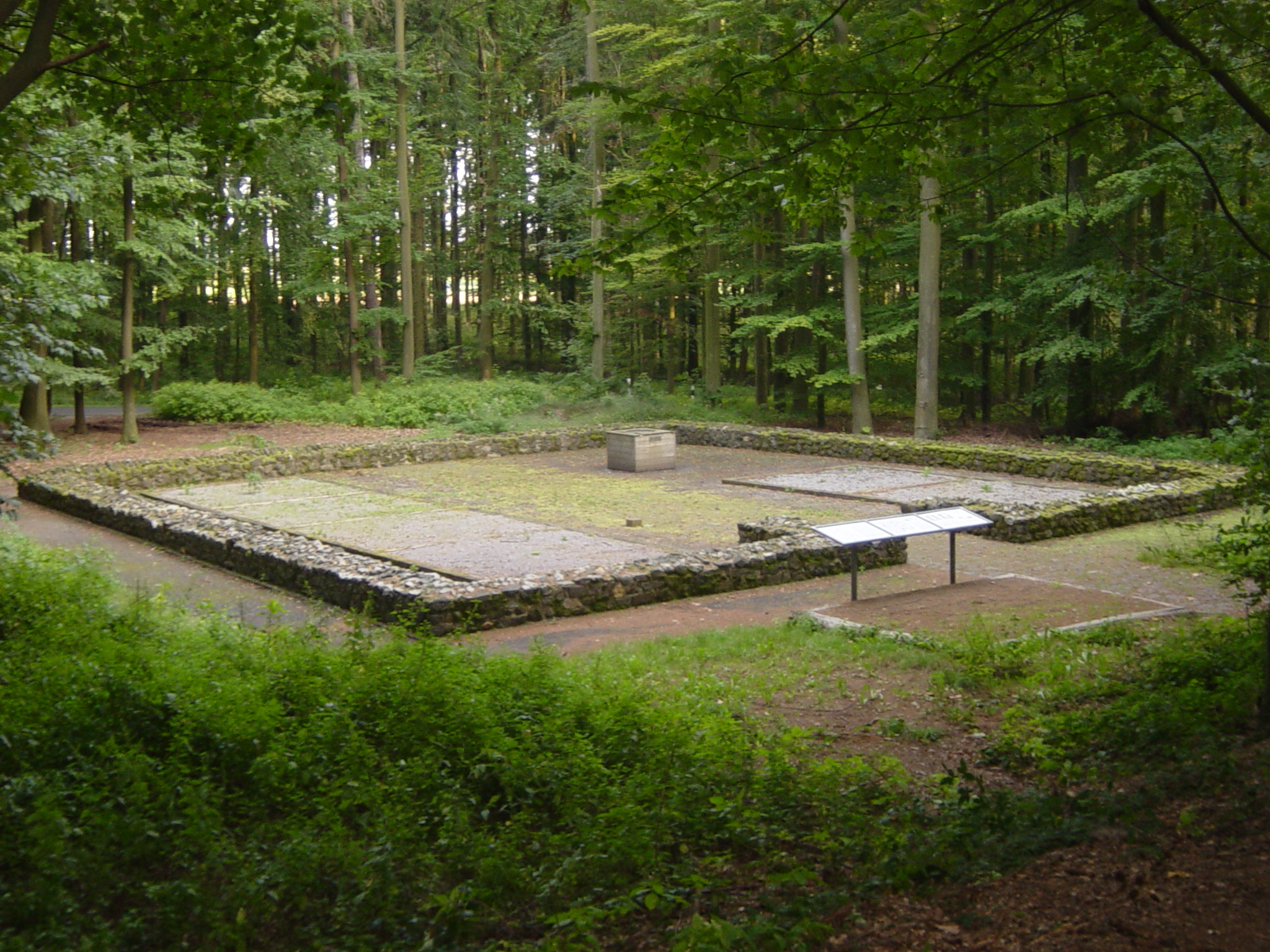
Rovine del fortino di Holzheimer Unterwald nei pressi di Langgöns e Pohlheim
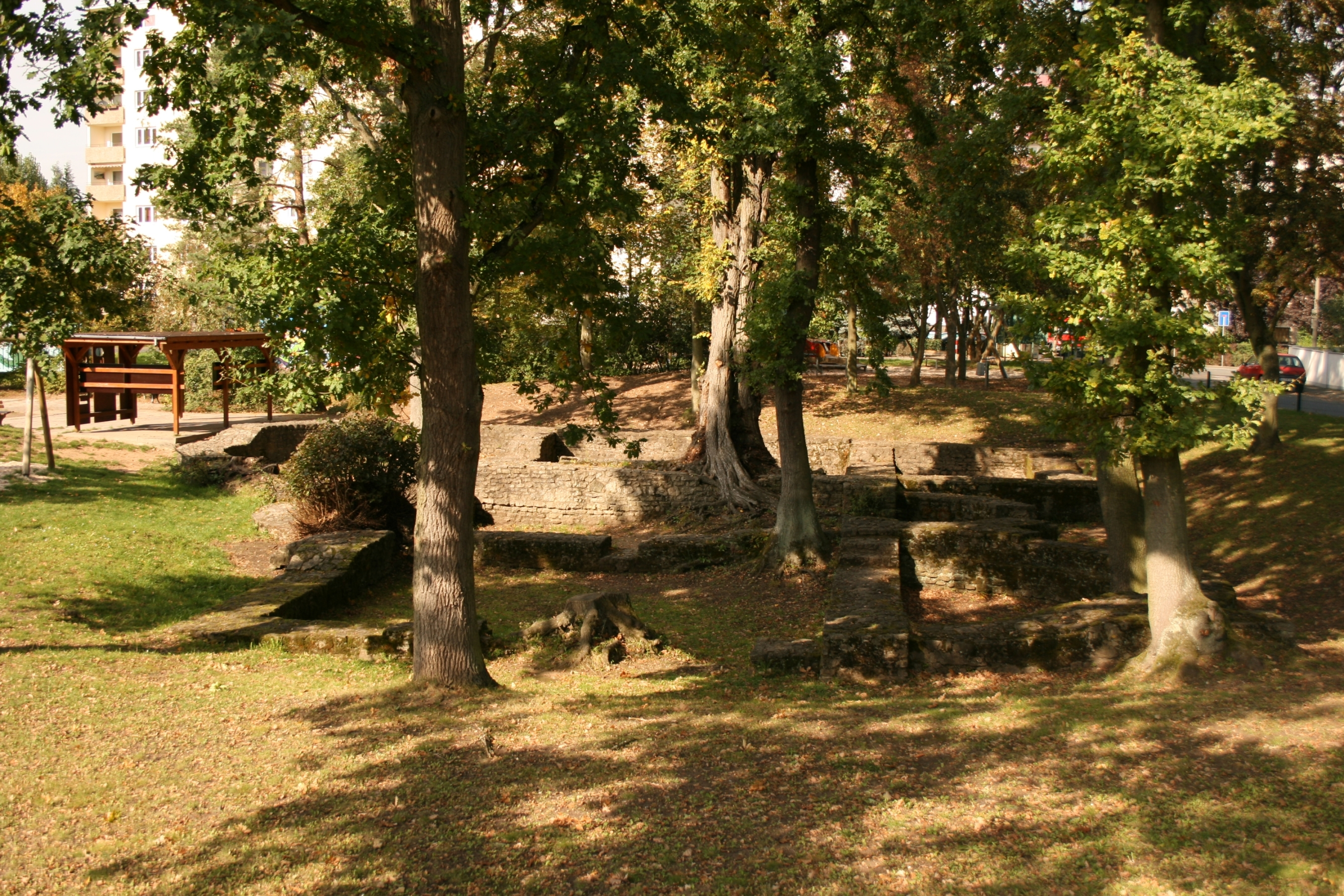
Le terme del forte di Erlensee-Rückingen
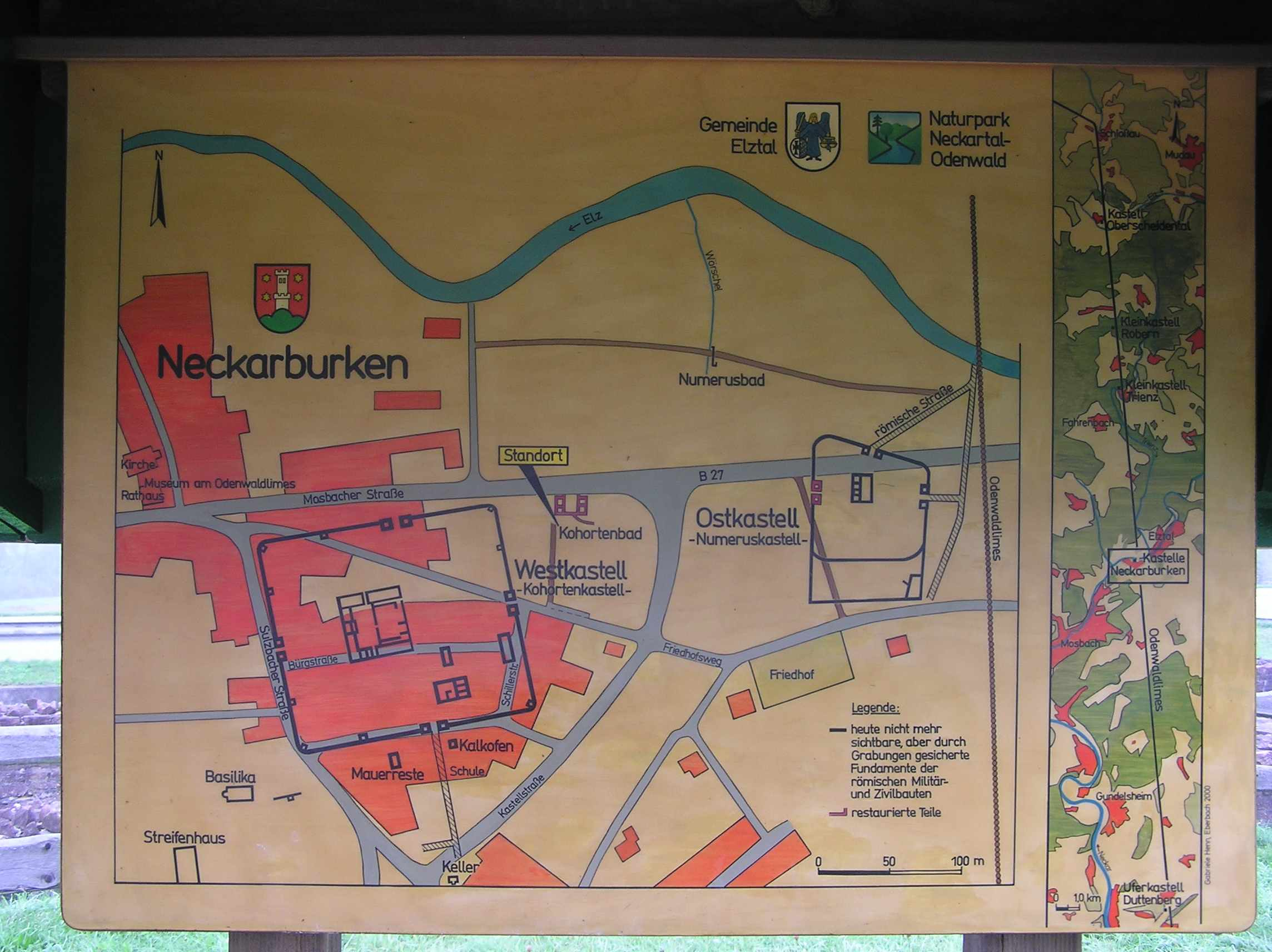
Ricostruzione grafica del forte di Neckarburken
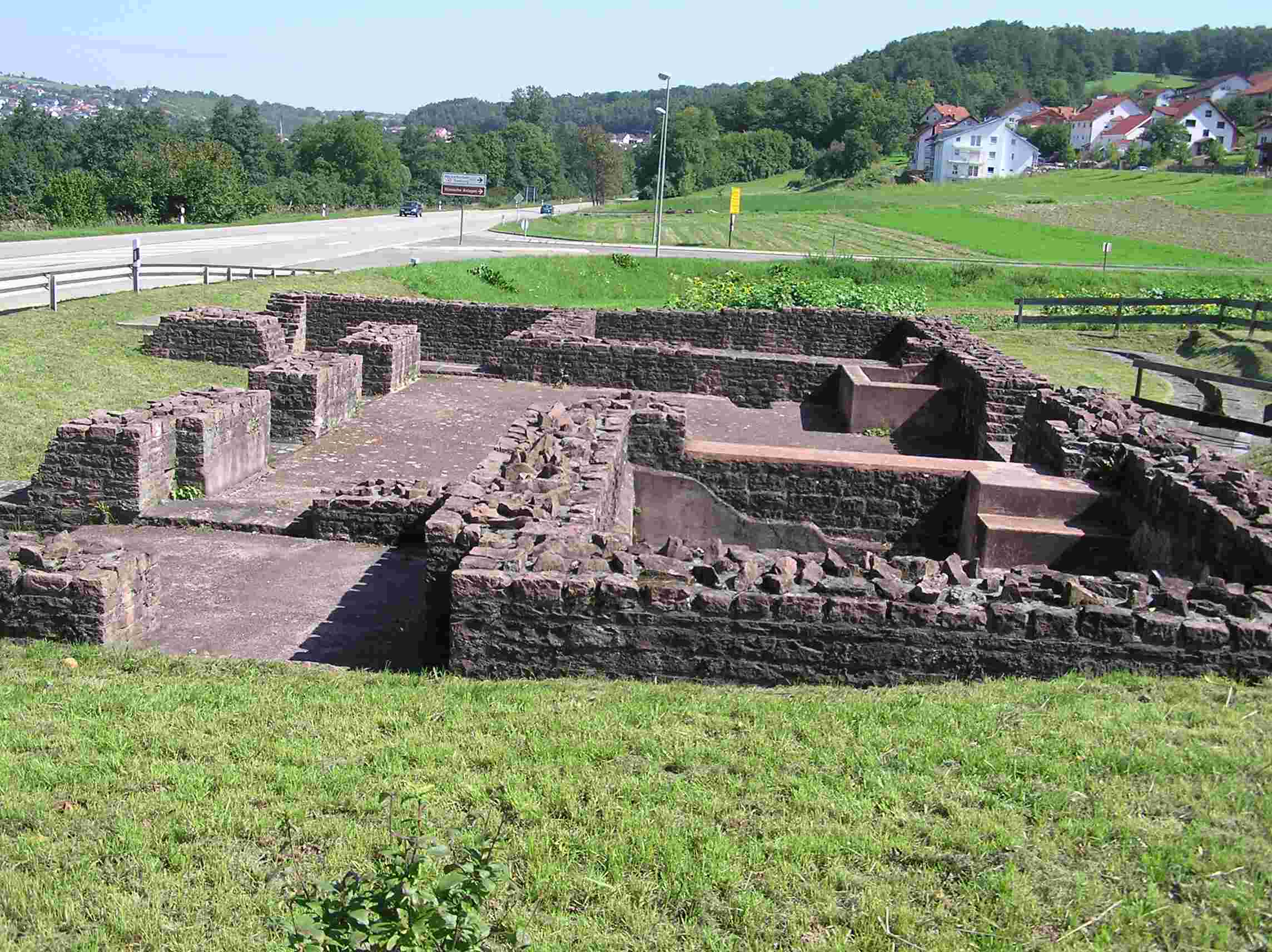
Le terme del forte di Neckarburken
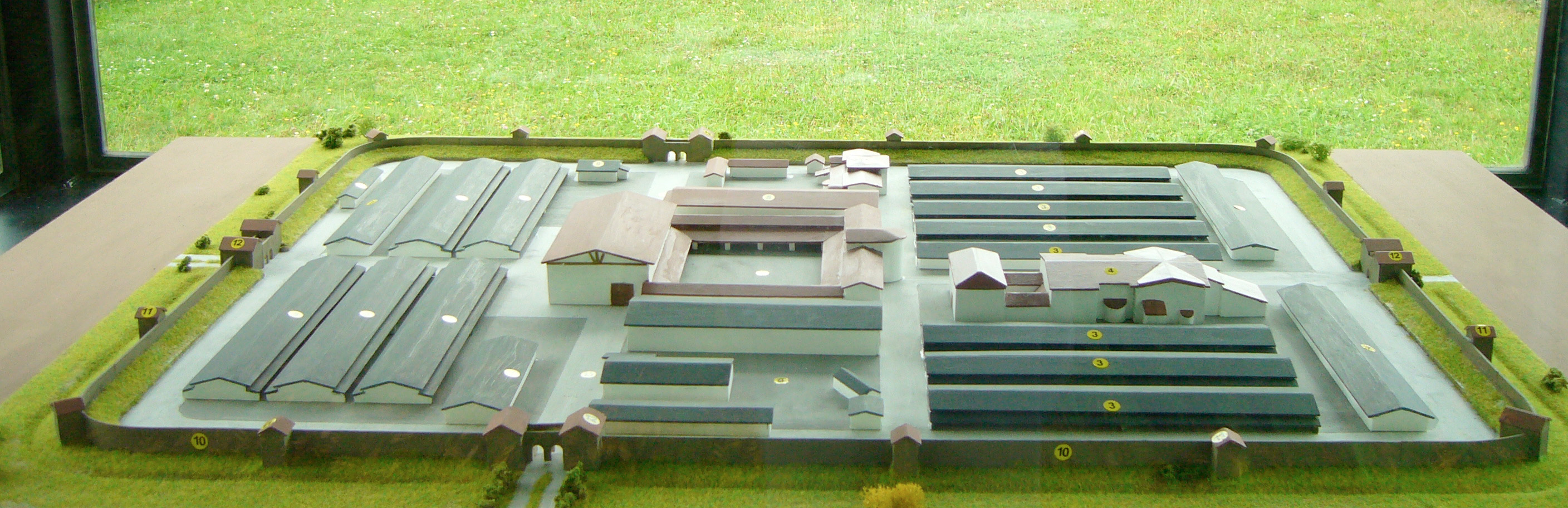
Modellino ricostruttivo del forte di Neuwied
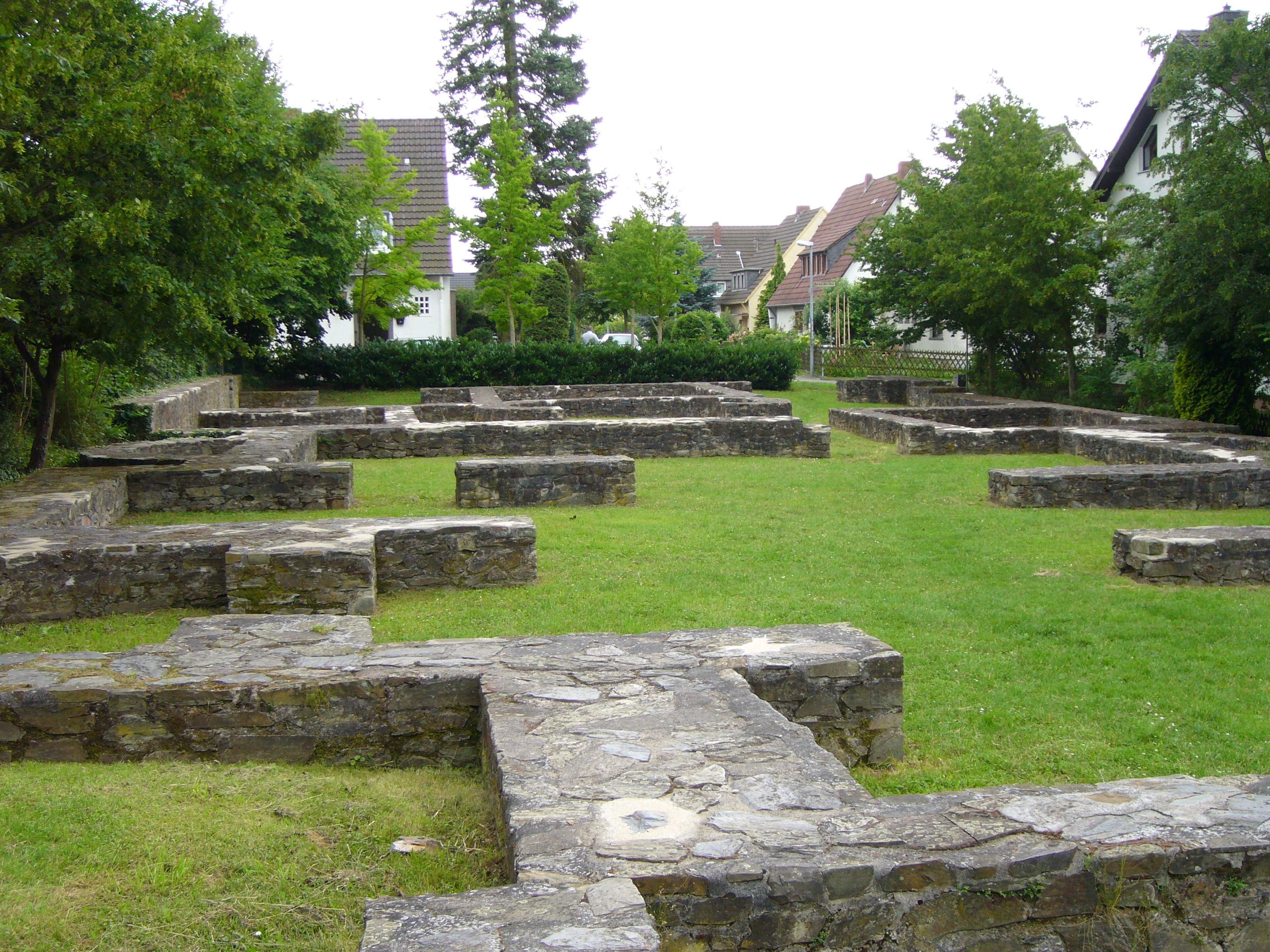
Le rovine del forte di Niederbieber in mezzo all'abitato
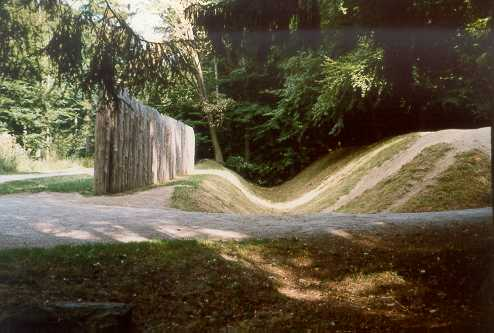
Ricostruzione presso il forte di Saalburg nella zona del Taunus
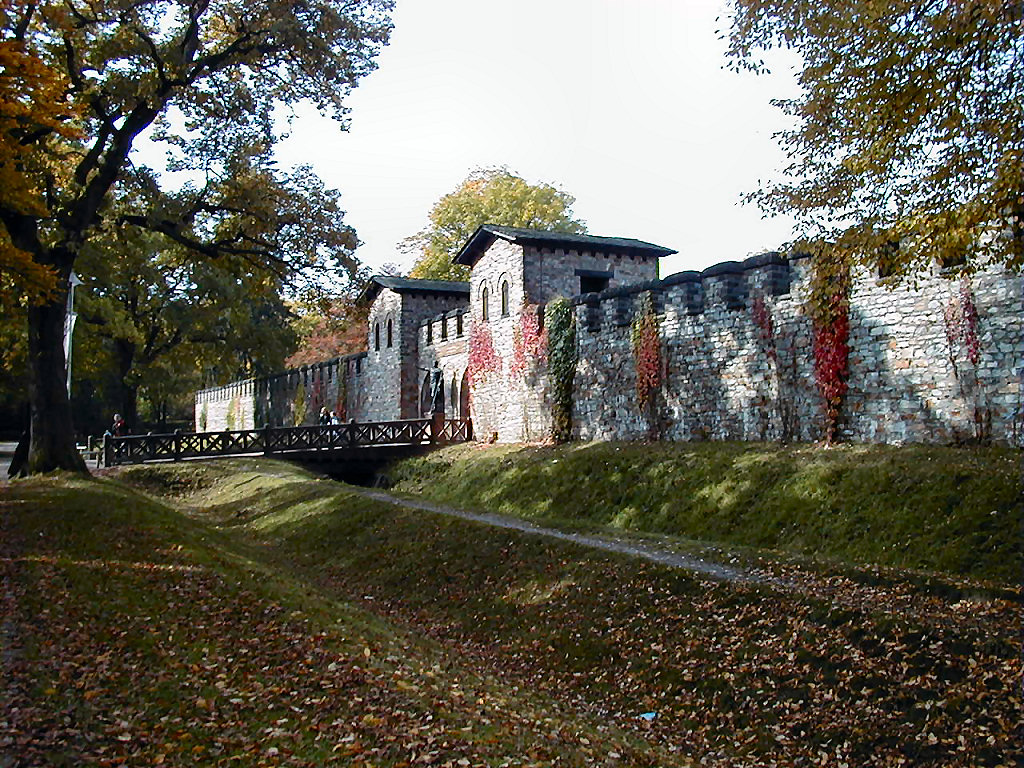
Il forte di Saalburg
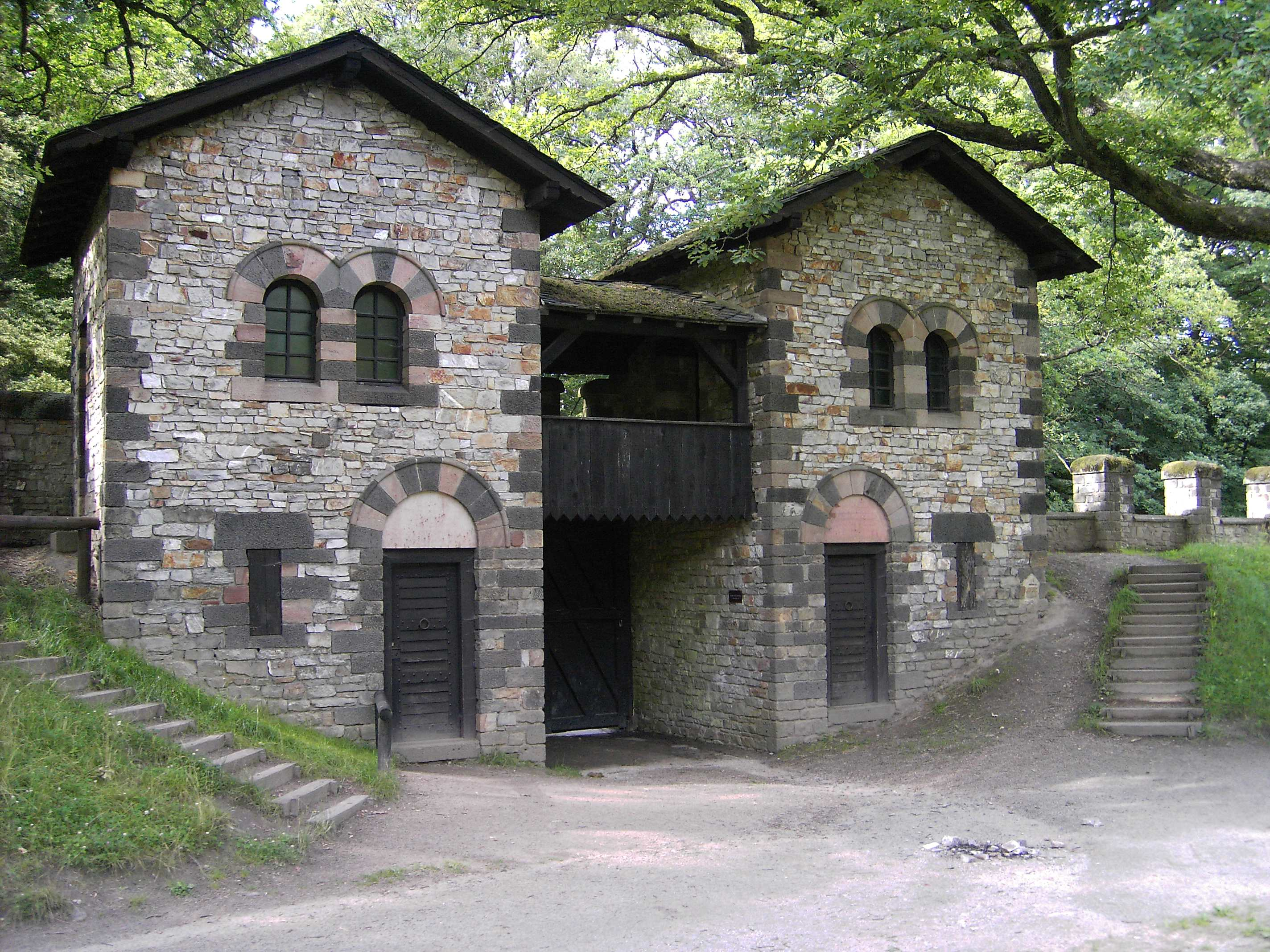
Porta decumana del forte di Saalburg
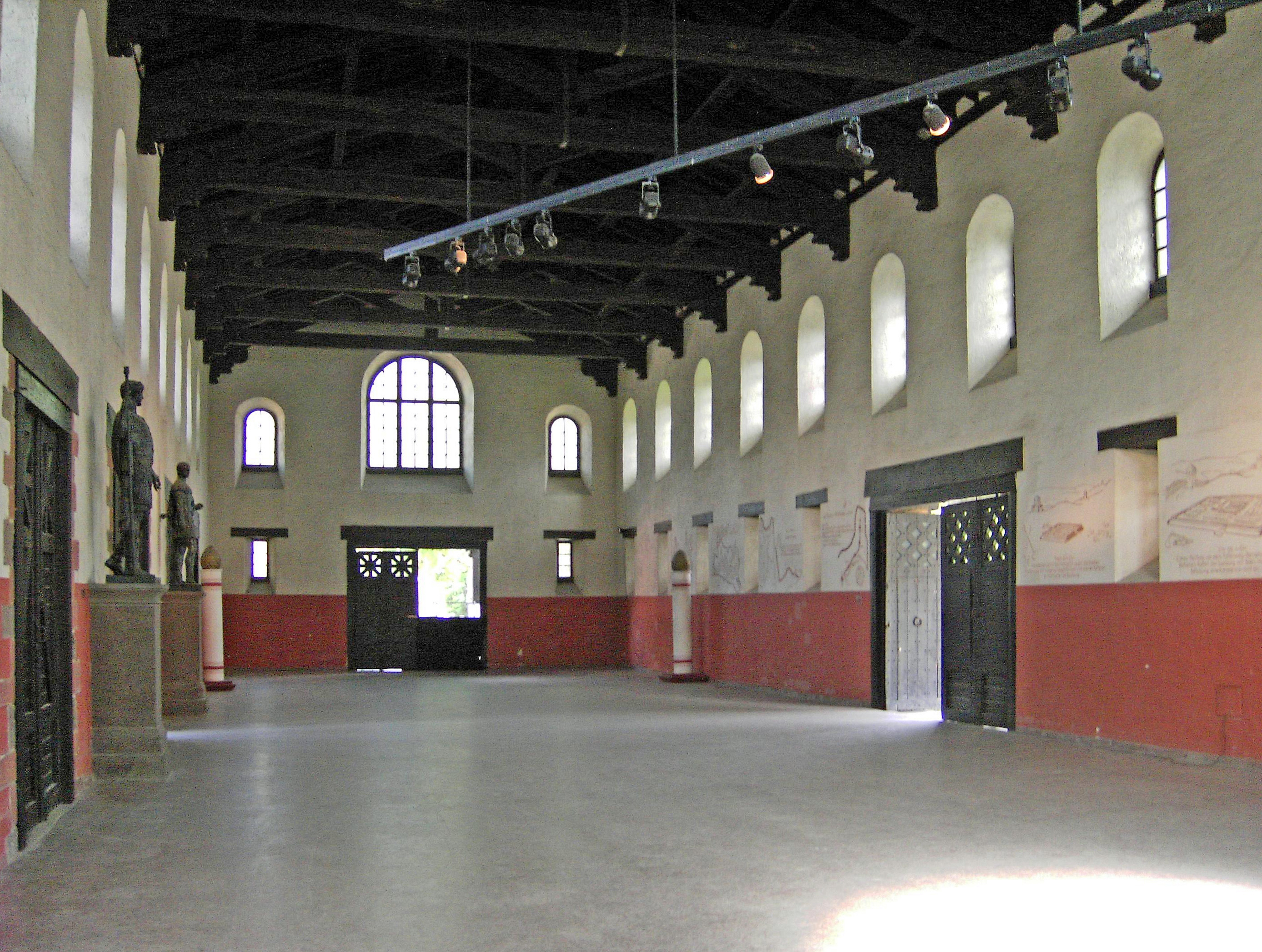
I principia del forte di Saalburg
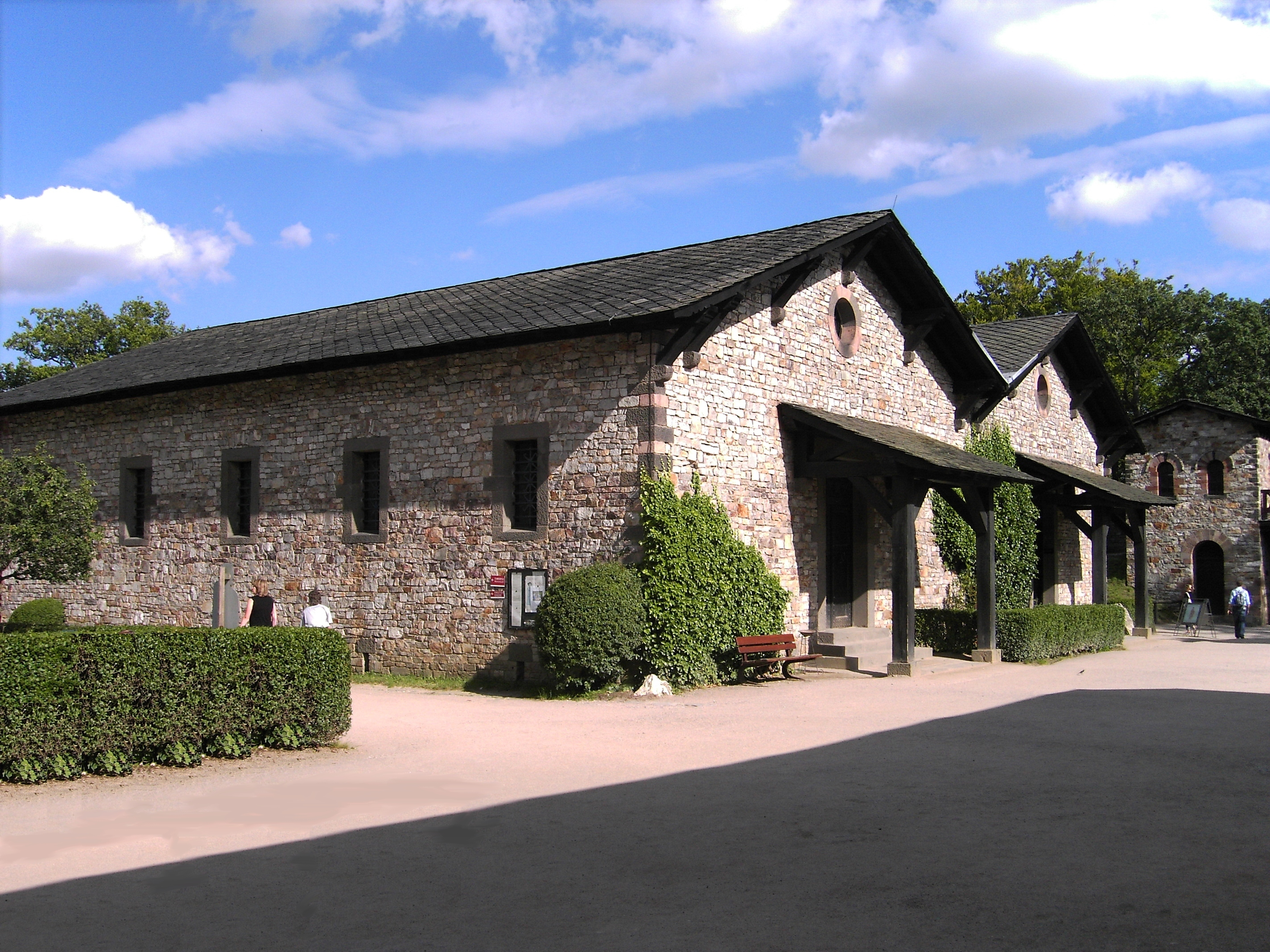
Gli horrea del forte di Saalburg
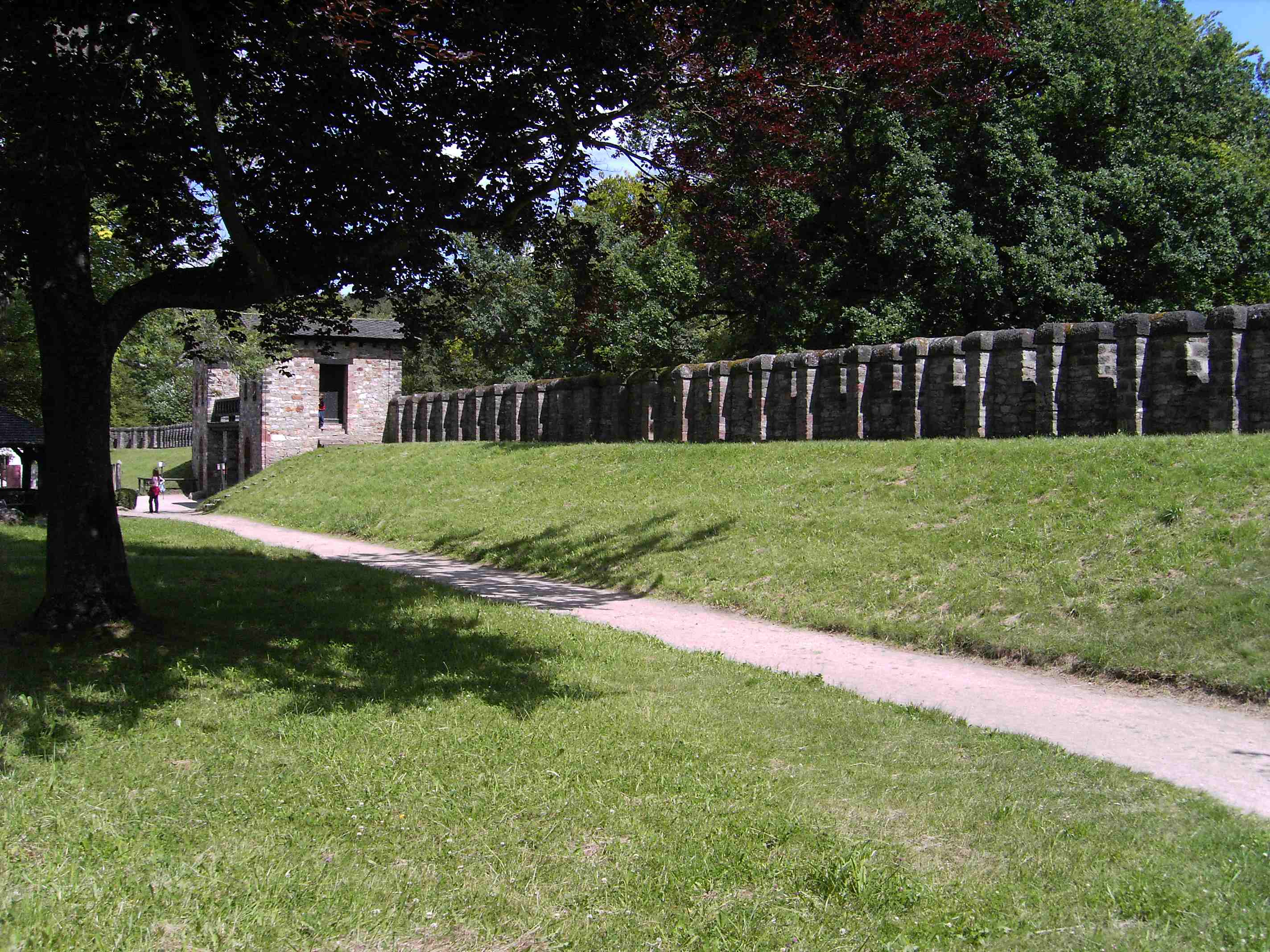
Ricostruzione del camminamento del forte di Saalburg
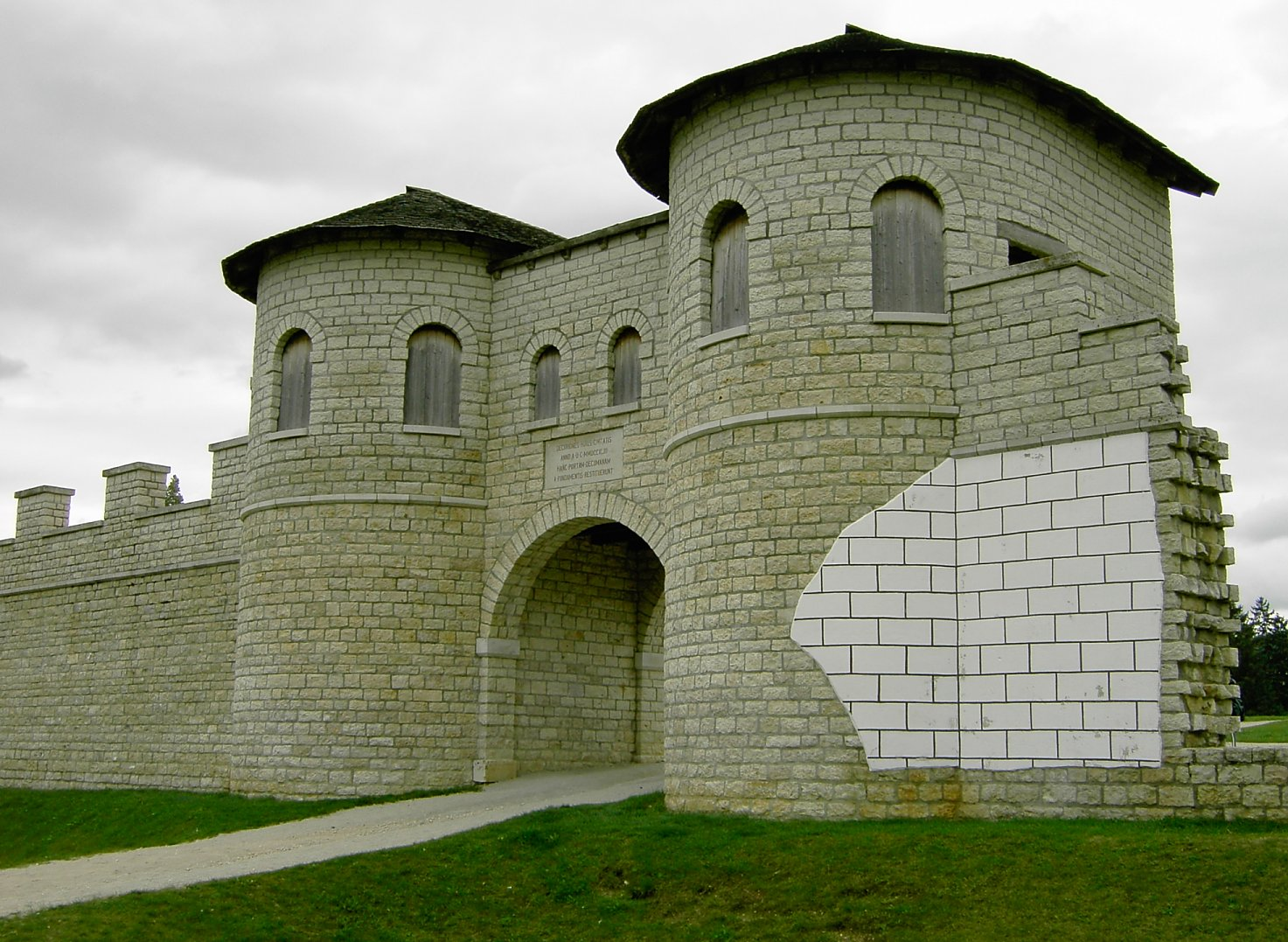
Ricostruzione della porta del forte di Weißenburg in Bayern
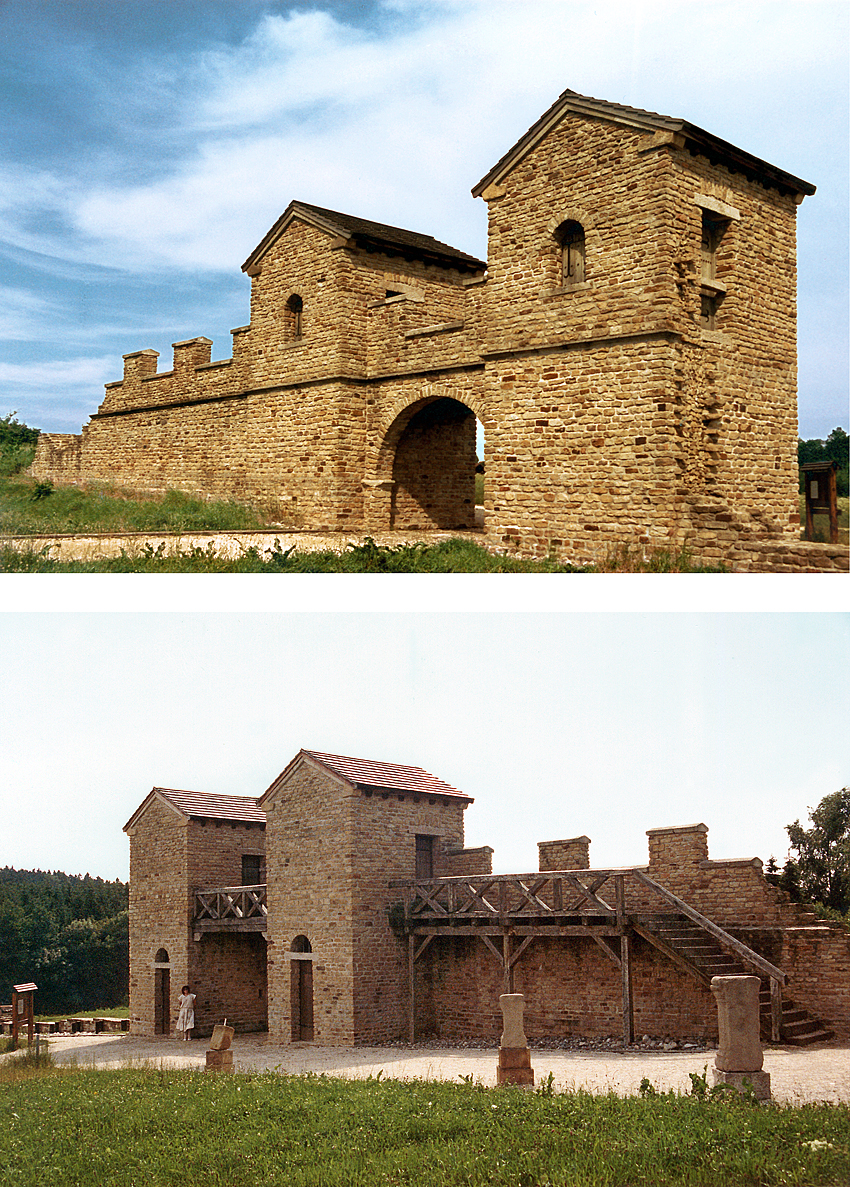
Ricostruzione della porta del forte militare di Welzheim
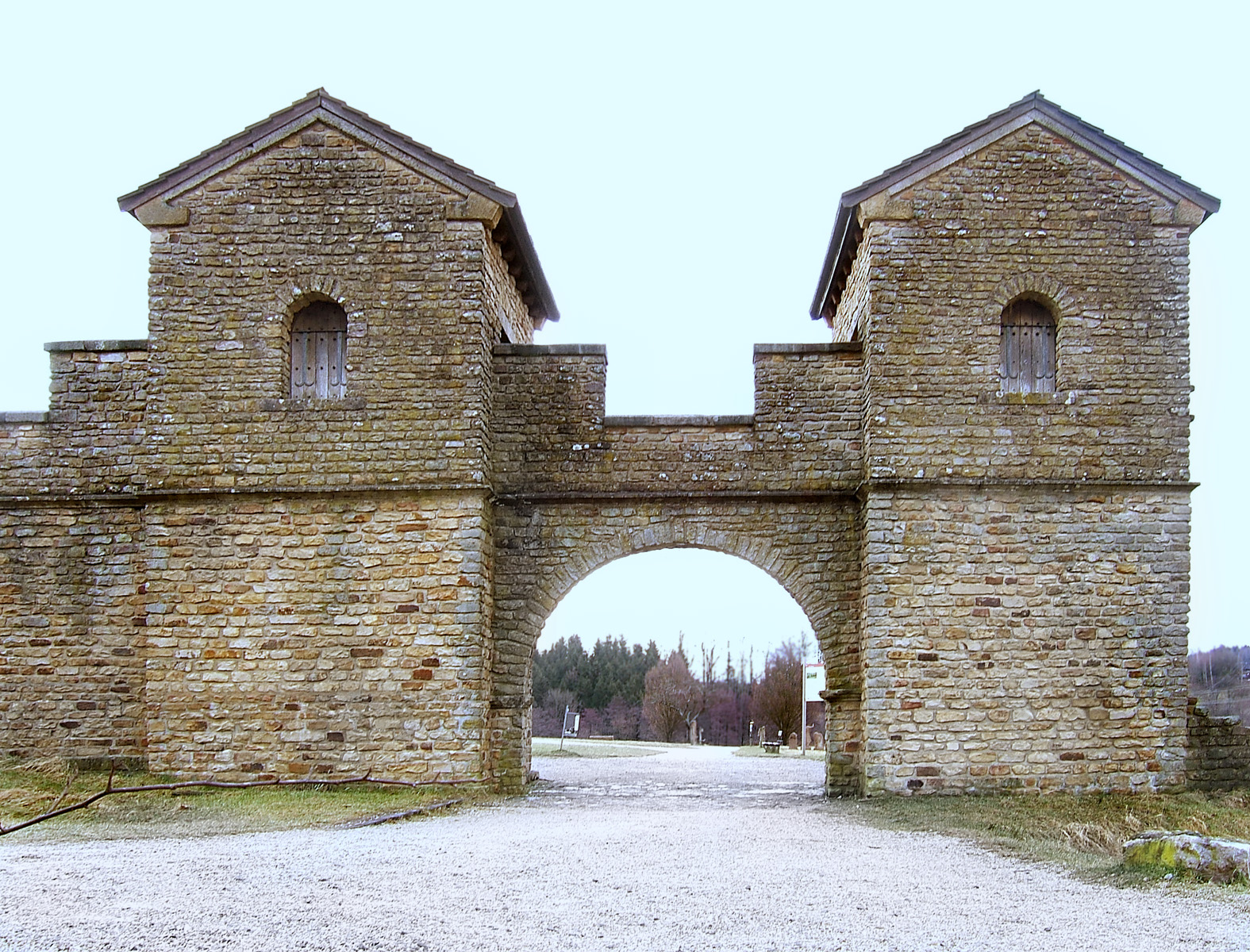
La porta pretoria del forte di Welzheim
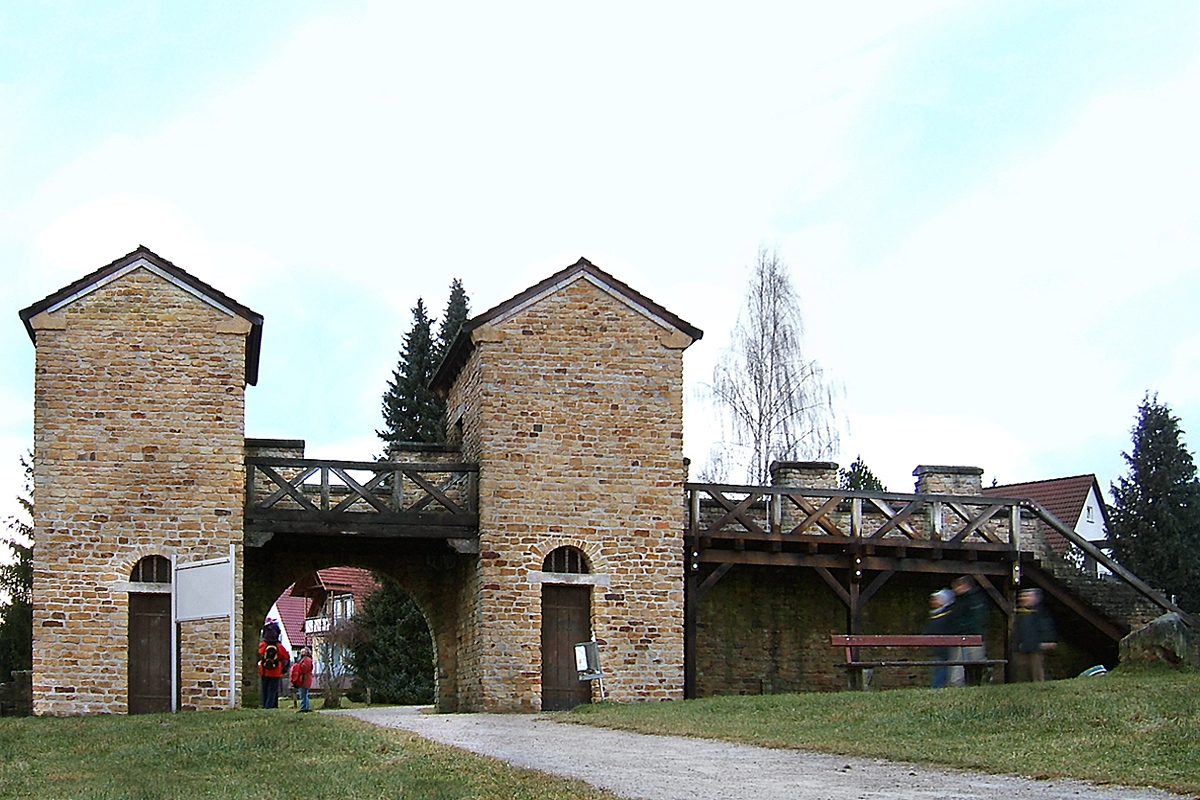
La porta pretoria del forte di Welzheim
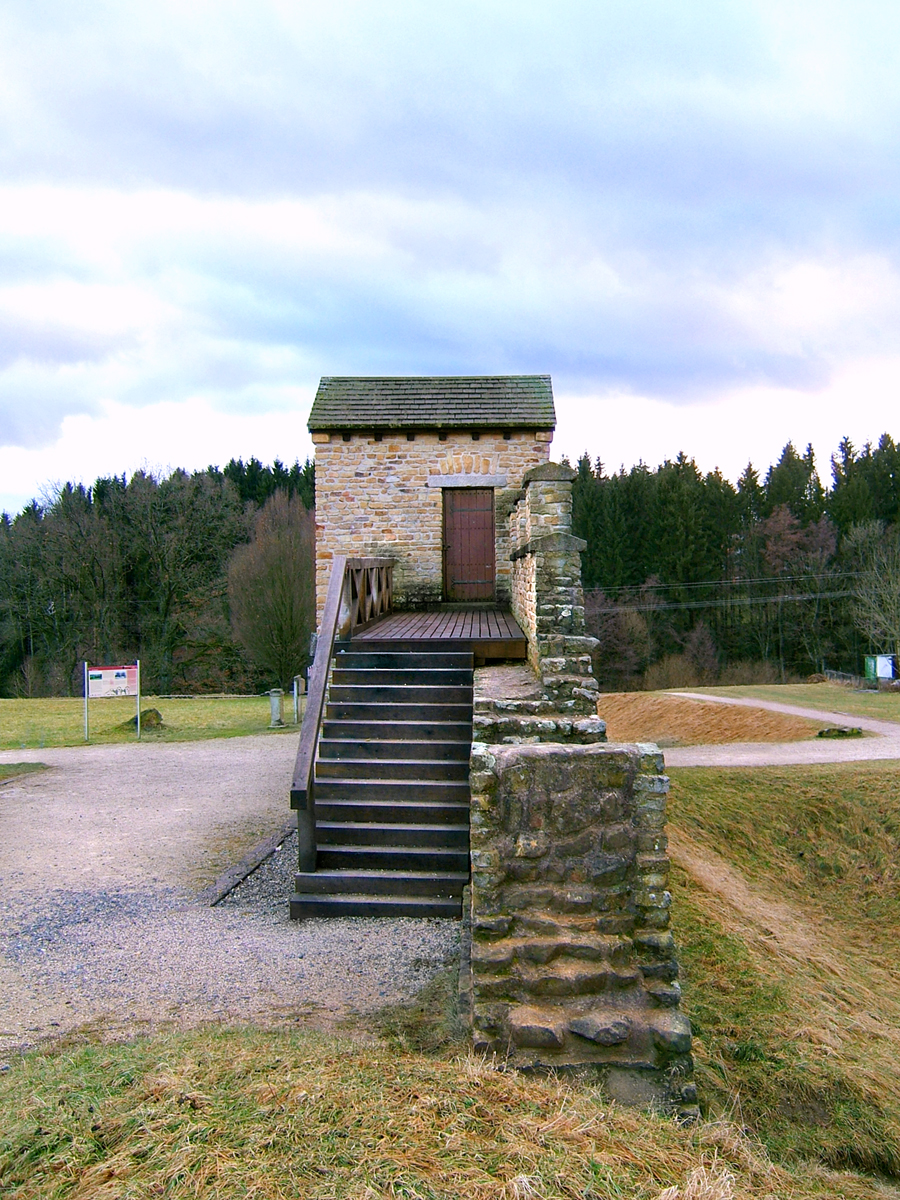
Il camminamento del forte di Welzheim
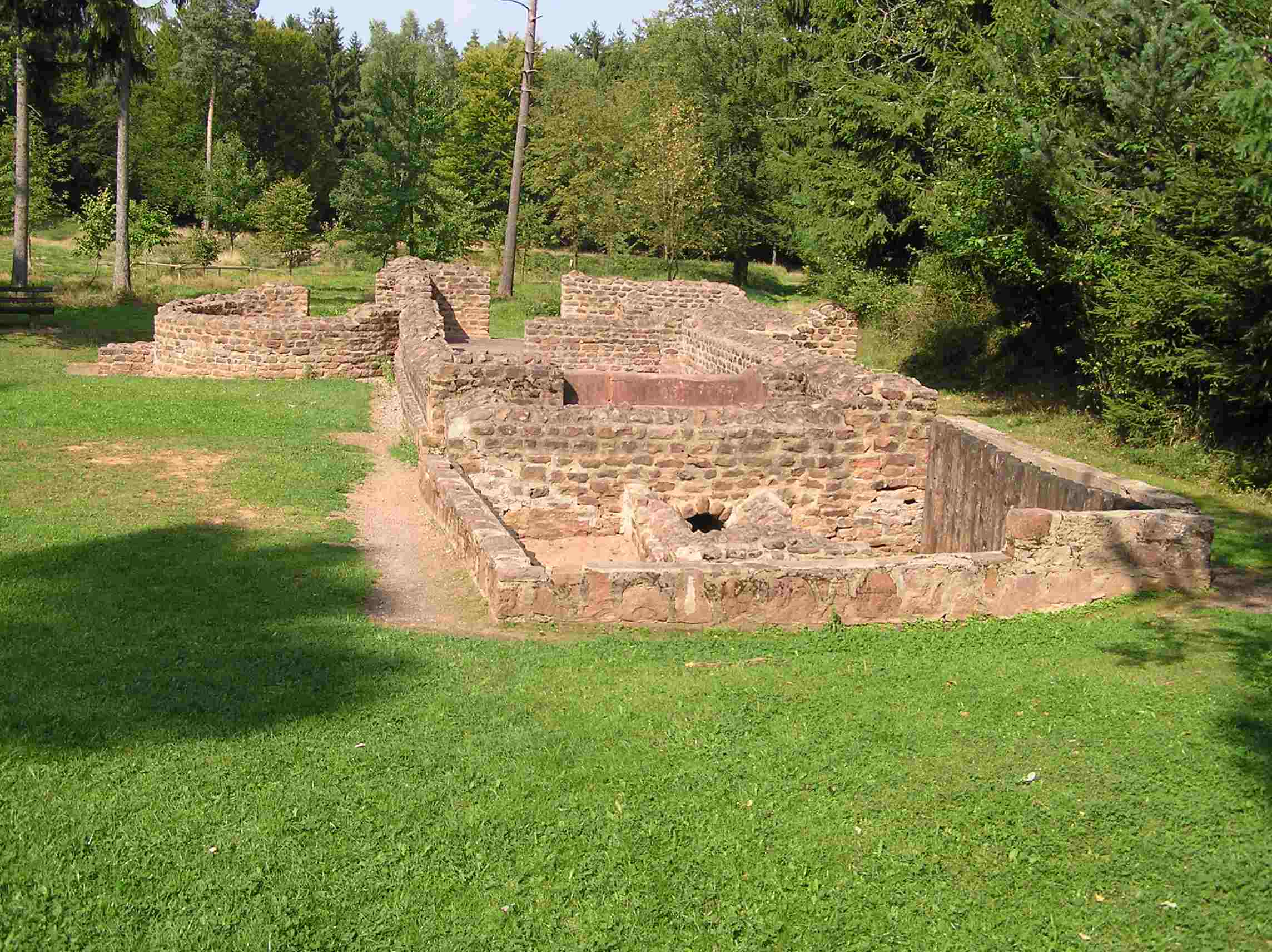
Le terme del forte di Wuerzberg
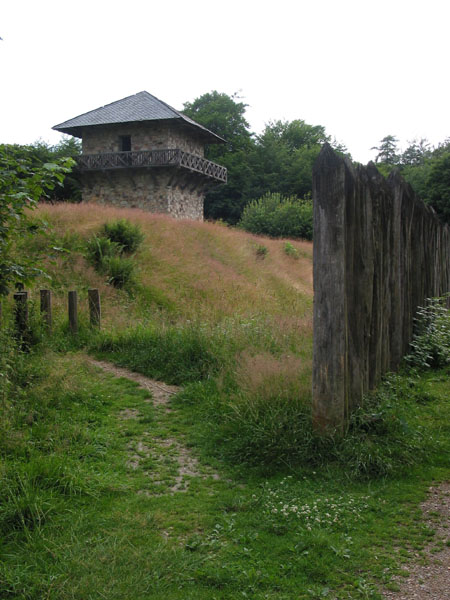
Ricostruzione di un tratto del limes nei pressi di Zugmantel nel Taunus
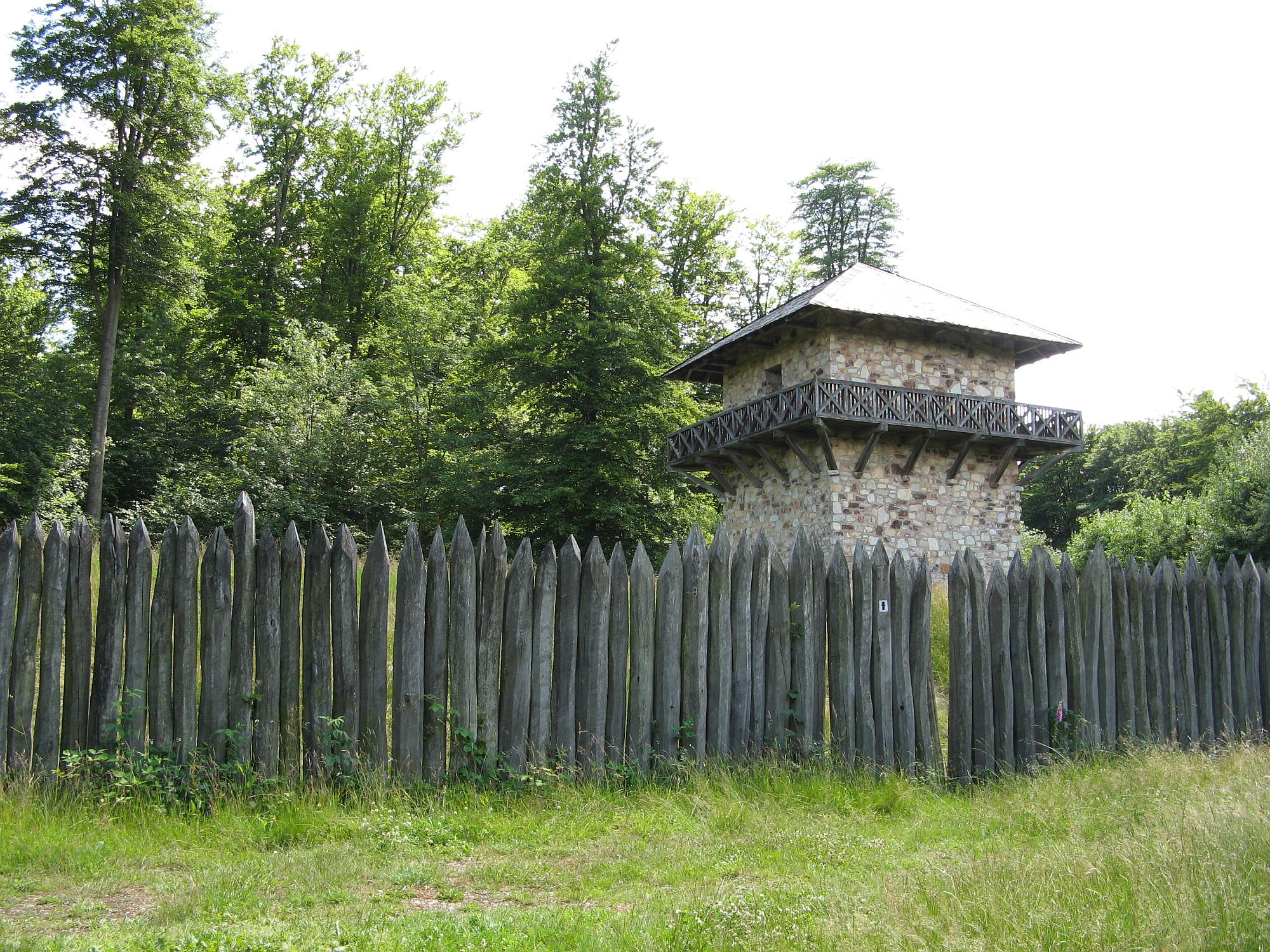
Ricostruzione di un tratto del limes nei pressi di Zugmantel nel Taunus